# Dome of the Rock
Dome of the Rock (tiếng Ả Rập: قبة الصخرة Qubbat al-Sakhrah, tiếng Hebrew: כיפת הסלע Kippat ha-Sela; còn gọi là nhà thờ vòm đá, vòm đá vàng, đền thờ đá tảng, Mái vòm đá) là một thánh đường Hồi giáo nằm tại khu vực Núi Đền thuộc thành cổ Jerusalem. Thánh đường được hoàn thành xây dựng vào năm 691–92 CN theo lệnh của một caliph Umayyad là Abd al-Malik trong thời kỳ hỗn loạn Fitna thứ hai trên vị trí cũ của Đền thờ Do Thái thứ hai vốn đã bị phá hủy trong Cuộc vây hãm Jerusalem của La Mã vào năm 70. Mái vòm đá sụp đổ vào năm 1015 và được xây dựng lại trong những năm 1022–23. Đây là một trong những công trình kiến trúc Hồi giáo lâu đời nhất còn tồn tại.
Kiến trúc và tranh khảm trong thánh đường được được thiết kế dựa trên các nhà thờ và cung điện của Byzantine trong khu vực, mặc dù hình dáng bên ngoài đã được thay đổi đáng kể trong thời kỳ đặt dưới sự cai trị của Ottoman và một lần nữa trong thời kỳ hiện đại, đặc biệt là việc bổ sung mái vòm mạ vàng vào năm 1959–61 và một lần nữa vào năm 1993. Mặt bằng hình bát giác của cấu trúc có thể đã chịu ảnh hưởng bởi nhà thờ The Seat of Mary của Byzantine (còn được gọi là Kathisma trong tiếng Hy Lạp và al-Qadismu trong tiếng Ả Rập) được xây dựng từ năm 451 đến năm 458 trên tuyến đường giữa Jerusalem và Bethlehem.
Với tảng đá thánh được cho là nơi tiên tri Muhammad đã dùng để miraj (thăng thiên), thánh đường được xây dựng mang ý nghĩa to lớn đối với các tôn giáo Áp-ra-ham. Vốn được xem là nơi đức chúa tạo ra thế giới và con người đầu tiên là Adam. Nơi này cũng được cho là địa điểm mà Abraham đã từng phải hiến tế con trai mình cho đức Chúa và là nơi mà sự hiện diện thiêng liêng của Thiên Chúa được thể hiện nhiều hơn bất kỳ nơi nào khác. Jerusalem cũng là nơi mà người Do Thái hướng đến khi cầu nguyện. Ý nghĩa to lớn của nơi này đối với các tín đồ Hồi giáo bắt nguồn từ lý tưởng cho sự kết nối giữa nơi này với sự sáng tạo của thế giới và niềm tin rằng hành trình ban đêm lên thiên đường của Muhammad bắt đầu từ hòn đá tảng ở trung tâm của công trình.
Tổ chức Di sản Thế giới của UNESCO đã công nhận Mái vòm đá được coi là "địa danh dễ nhận biết nhất của Jerusalem,"  cùng với Bức tường phía Tây và "Rotunda Phục sinh" trong Nhà thờ Mộ Thánh. Mái vòm đá là cấu trúc tôn giáo cổ nhất đã được chứng thực được xây dựng bởi một nhà cai trị Hồi giáo. Các bản khắc của công trình chứa những dòng chữ khắc các lời tuyên ngôn của Hồi giáo, và nhà tiên tri Hồi giáo Muhammad. Các chữ khắc được chứng minh là một dấu mốc quan trọng, vì sau đó chúng trở thành những đặc điểm chung trong các công trình kiến trúc Hồi giáo và hầu như luôn đề cập đến Muhammad. Mái vòm đá là một "di tích độc đáo của văn hóa Hồi giáo ở hầu hết các khía cạnh", bao gồm như một "tác phẩm nghệ thuật và là một nguồn tài liệu văn hóa cũng như tôn giáo", theo sử gia Oleg Grabar.

## Mô tả

### Cấu trúc cơ bản

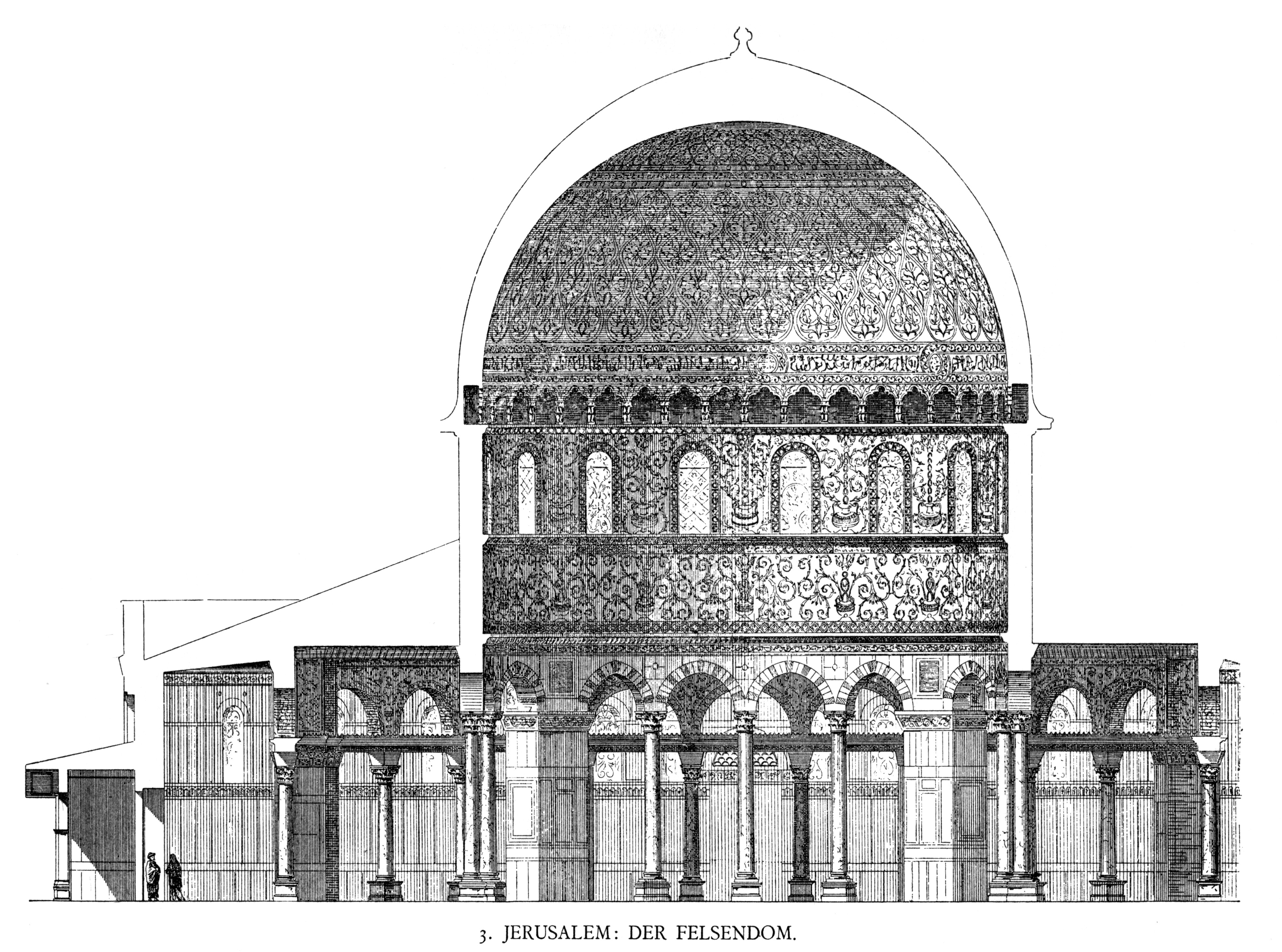
Mặt cắt của Mái vòm đá (in từ năm 1887, sau những bản vẽ chi tiết đầu tiên của Mái vòm đá, do Frederick Catherwood thực hiện năm 1833).

Cấu trúc cơ bản của công trình là hình bát giác được bao phủ ở trung tâm bởi một mái vòm có đường kính khoảng 20 m (66 ft), được gắn trên một phần tường hình tròn nâng cao đứng trên 16 giá đỡ (4 tầng và 12 cột).
Bao quanh vòng tròn này là một vòng cung hình bát giác gồm 24 trụ và cột.  Mái vòm bát giác và phần tường hình tròn bên trong tạo ra một dãy hành lang bên trong bao quanh tảng đá thánh.
Các bức tường bên ngoài cũng có hình bát giác với chiều rộng khoảng 60 ft (18 m) và chiều cao khoảng 36 ft (11 m). Hình bát giác bên ngoài và bên trong tạo ra một dãy hành lang thứ hai, bên ngoài bao quanh khu vực bên trong.
Cả phần tường hình tròn và các bức tường bên ngoài đều chứa nhiều cửa sổ.

### Trang trí bên trong
Nội thất của mái vòm được trang trí lộng lẫy với các tấm khảm, đồ sứ và đá cẩm thạch, phần lớn trong số đó đã được lắp vào vài thế kỷ sau khi công trình hoàn thành. Chúng cũng chứa các dòng chữ trong kinh Qur'an nhưng có sự thay đổi so với bản ghi chép tiêu chuẩn ngày nay (chủ yếu thay đổi từ ngôi thứ nhất sang ngôi thứ ba) và được trộn lẫn với những dòng cũng mang ý nghĩa sùng đạo nhưng không được đề cập đến trong Kinh Qur'an.
Những dòng viết bằng chữ Kufic đặt xung quanh mái vòm có ghi mốc thời gian được cho là năm Mái vòm đá được hoàn thành lần đầu tiên là năm 72 (691/2 CN), trong khi tên của vị caliph tương ứng và người xây dựng Mái vòm đá, al-Malik, đã bị xóa và được thay thế bằng tên của một vị caliph thuộc vương triều Abbasid Al-Ma'mun (r. 813–833) trong thời gian diễn ra cuộc cải cách khi ông đang trị vì.

### Trang trí bên ngoài
Việc trang trí các bức tường bên ngoài trải qua hai giai đoạn chính: thiết kế ban đầu vào thời Umayyad bao gồm đá cẩm thạch và tranh khảm giống như các bức tường bên trong.  Vào thế kỷ 16, Suleiman I của Ottoman đã thay thế chúng bằng gạch sứ lát nền sản xuất tại Thổ Nhĩ Kỳ. Trang trí ngói theo phong cách Ottoman đã được thay thế bằng các bản sao được sản xuất tại Ý vào những năm 1960.
Surah Ya Sin ('Trái tim của Kinh Qur'an) được khắc trên đỉnh của tác phẩm khắc ngói được Suleiman I đặt vào thế kỷ 16.  Al-Isra, Surah 17 kể câu chuyện về Isra hoặc Chuyến du hành ban đêm của Muhammad, được khắc trên tác phẩm.

## Lịch sử

### Bối cảnh thời kỳ tiền Hồi giáo

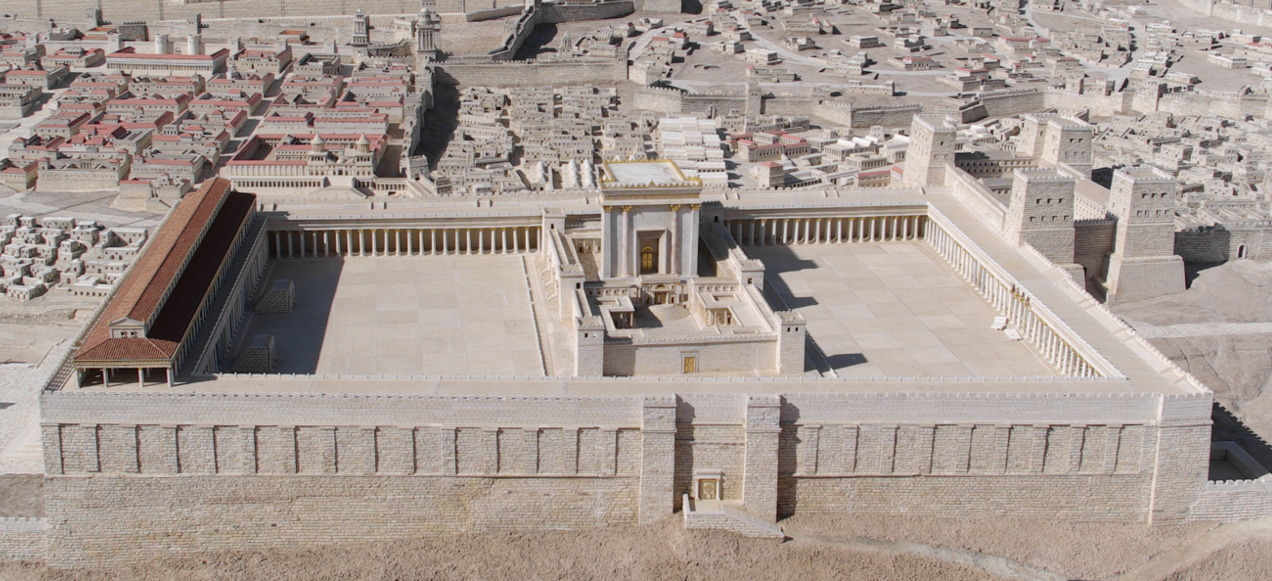
Tái thiết Đền thờ Herod nhìn từ phía đông (Mô hình Thánh địa của Jerusalem, 1966)

Mái vòm đá tọa lạc ở trung tâm của khu vực Núi Đền, địa danh bao gồm cả Đền thờ Solomon và Đền thờ thứ hai của người Do Thái vốn đã được mở rộng rất nhiều dưới thời Herod Đại đế vào thế kỷ 1 trước Công nguyên. Đền thờ của Herod đã bị phá hủy vào năm 70 CN bởi người La Mã. Sau cuộc nổi dậy Bar Kokhba vào năm 135, đền thờ Herod được thay thế bằng một ngôi đền La Mã Jupiter Capitolinus được Hoàng đế Hadrian tiến hành xây dựng tại địa điểm này.
Khi Jerusalem thuộc diện cai trị của Đế chế Byzantine thiên chúa giáo trong suốt thế kỷ 4 đến thế kỷ 6. Trong thời gian này, các cuộc hành hương của tín đồ Cơ đốc giáo đến Jerusalem bắt đầu phổ biến. Nhà thờ Mộ Thánh được xây dựng dưới thời Constantinus đại đế vào những năm 320, nhưng khu vực Núi Đền vẫn chưa được phục dựng sau khi dự án trùng tu Đền thờ Do Thái thất bại dưới thời Julianus.

### Cấu trúc nguyên bản thời Umayyad
Cấu trúc hình bát giác ban đầu của Mái vòm đá và mái vòm tròn bằng gỗ về cơ bản có hình dạng khá tương đồng với thiết kế hiện tại. Mái vòm đá đã được xây dựng theo lệnh của caliph Umayyad Abd al-Malik (r. 685–705). Theo Sibt ibn al-Jawzi (1185–1256), việc xây dựng khởi công vào năm 685/86, trong khi al-Suyuti (1445–1505) cho rằng thời điểm khởi công là năm 688. Một dòng chữ ban thánh bằng chữ viết Kufic là được bảo quản bên trong mái vòm có ghi ngày AH 72 (691/2 CN), năm mà hầu hết các nhà sử học tin rằng việc xây dựng Mái vòm đá ban đầu đã được hoàn thành. Trong dòng ghi chép này, tên của "al-Malik" đã bị xóa và thay thế bằng tên của vị caliph Abbasid al-Ma'mun (r. 813–833). Sự thay đổi từ dòng chữ gốc được Melchior de Vogüé ghi nhận lần đầu tiên vào năm 1864. Chi phí xây dựng công trình được báo cáo là gấp bảy lần thu nhập thuế hàng năm của Ai Cập. Một cách giải thích khác của dòng chữ là dòng chữ đã đánh dấu năm bắt đầu tiến hành xây dựng công trình.
Một số học giả cho rằng mái vòm đá đã được xây dựng bổ sung vào một công trình vốn đã được xây dựng trước đó theo chỉ thị của Muawiyah I (r. 661–680)  hay thậm chí có thể là một công trình của đế chế Byzantine có từ trước khi các cuộc chinh phục của người Hồi giáo diễn ra, có thể đã được xây dựng dưới thời Heraclius (r. 610– 641).
Kiến trúc và tranh khảm của công trình được thiết kế và tạo hình dựa trên các nhà thờ và cung điện theo kiến trúc Byzantine của các công trình gần đó. Hai kiến trúc sư phụ trách cho công trình là là Raja ibn Haywah, một nhà thần học Hồi giáo từ Beisan và Yazid ibn Salam, một người Hồi giáo không phải Ả Rập gốc Jerusalem.
Shelomo Dov Goitein đến từ Đại học Hebrew cho rằng Mái vòm đá được xây dựng để mang tính cạnh tranh với các công trình kiến trúc độc đáo của các tôn giáo khác trong khu vực: "Hình dạng theo kiến trúc rotunda, được trao cho Qubbat as-Sakhra (Mái vòm đá), mặc dù có sự pha trộn với kiến trúc Hồi giáo, nhưng đã được định sẵn để làm đối trọng với những mái vòm Cơ đốc giáo." K.A.C. Creswell trong cuốn sách The Origin of the Plan of the Dome of the Rock (Nguồn gốc của kế hoạch Mái vòm đá) đã ghi chú rằng các thợ xây đã dùng các phép đo và số liệu kích thước của Nhà thờ Mộ Thánh. Đường kính của mái vòm là 20.20 m (66.3 ft) và chiều cao khoảng 20,48 m (67,2 ft), trong khi đường kính mái vòm nhà thờ Mộ Thánh là 20,90 m (68,6 ft) và chiều cao 21,05 m (69,1 ft).
Những ghi chép tường thuật trong các nguồn từ thời trung cổ về động lực của Abd al-Malik trong việc xây dựng Mái vòm đá là khác nhau. Vào thời điểm được xây dựng, vị caliph này một mặt đang tham gia vào cuộc chiến với Đế quốc Thiên chúa giáo Byzantine, đồng minh Thiên chúa giáo tại Syria của Byzantine và với một vị caliph khác là Ibn al-Zubayr, người đang kiểm soát Mecca, điểm đến hàng năm của các cuộc hành hương Hồi giáo.  Do đó, có những nguồn giải thích rằng Abd al-Malik dự định để Mái vòm đá trở thành một tượng đài và công trình tôn giáo đánh dấu sự chiến thắng trước những đạo quân Cơ đốc giáo, điều này sẽ thể hiện tính độc nhất của Hồi giáo trong các tôn giáo Abraham ở Jerusalem. Một lời giải thích khác cho rằng Abd al-Malik, trong giai đoạn sục sôi của cuộc chiến với Ibn al-Zubayr, đã tìm cách xây dựng công trình để chuyển hướng sự tập trung của cư dân Hồi giáo trong lãnh thổ của mình khỏi Ka'aba ở Mecca, nơi Ibn al-Zubayr sẽ kết án công khai các tín đồ từ Umayyads trong cuộc hành hương hàng năm đến thánh địa.   Mặc dù hầu hết các nhà sử học hiện đại bác bỏ nguồn tin này và cho rằng nó là sản phẩm của sự tuyên truyền chống Umayyad căn cứ theo các nguồn tư liệu Hồi giáo truyền thống và nghi vấn rằng Abd al-Malik đã cố gắng thay đổi nhu cầu thiêng liêng của các tín đồ Hồi giáo trong việc hoàn thành cuộc hành hương tới Ka'aba, các sử gia khác thừa nhận rằng điều này không thể bị bác bỏ một cách dứt khoát.  

### Thời kỳ Abbasids và Fatimids
Công trình bị tàn phá nghiêm trọng do một trận động đất vào năm 808 và một lần nữa vào năm 846. Mái vòm bị sập trong trận động đất năm 1015 và được xây dựng lại vào năm 1022–23. Các hình khảm trên phần tường tròn được sửa chữa vào năm 1027–28.

### Các cuộc thập tự chinh

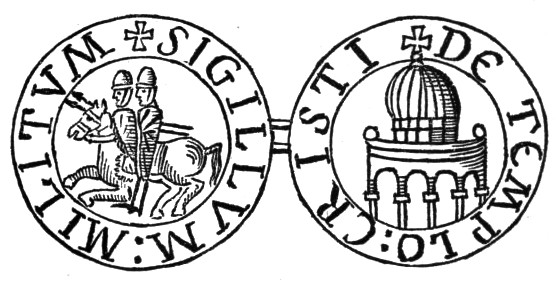
Mô tả Templum Domini ở mặt trái của con dấu của các Hiệp sĩ Dòng Đền

Trong nhiều thế kỷ, những người hành hương Cơ đốc giáo đã có thể đến khu vực Núi Đền, nhưng bạo lực ngày càng gia tăng đối với những người hành hương đến Jerusalem (ví dụ như trường hợp của Al-Hakim bi-Amr Allah đã ra lệnh phá hủy nhà thờ Mộ Thánh) dẫn đến sự bùng phát các cuộc Thập tự chinh. Quân Thập tự chinh chiếm được Jerusalem vào năm 1099 và Mái vòm đá được trao cho dòng Augustinô và họ đã biến nó thành một nhà thờ, trong khi Nhà thờ Hồi giáo Al-Aqsa gần đó cũng lần đầu tiên trở thành một cung điện trong một thời gian. Trong phần lớn thế kỷ 12, công trình này trở thành một trong những trụ sở của các Hiệp sĩ Đền thánh. Các Dòng Hiệp sĩ hoạt động từ năm 1119, đã xác định Mái vòm đá đã được xây dựng trên vị trí cũ của đền thờ Solomon vốn đã bị phá hủy từ năm 537 trước công nguyên. Dòng chữ Templum Domini được cho là ám chỉ tới Mái vòm đá trên con dấu chính thức của các đại thống lĩnh của các dòng thánh (như Everard des Barres và Renaud de Vichiers) và nhanh chóng trở thành hình mẫu kiến trúc cho nhà thờ đền thánh trên khắp châu Âu.

### Thời kỳ Ayyubids và Mamluks
Jerusalem bị Saladin tái chiếm vào ngày 2 tháng 10 năm 1187 và Mái vòm đá đã được tái thiết như một thánh đường Hồi giáo. Cây thánh giá gắn trên đỉnh mái vòm đã được thay thế bằng hình trăng lưỡi liềm và một bức bình phong bằng gỗ được đặt xung quanh tảng đá bên dưới. Cháu trai của Saladin là al-Malik al-Mu'azzam Isa đã tiến hành tân trang các cấu trúc bên trong và thêm hàng hiên cho Nhà thờ Hồi giáo Al-Aqsa.
Mái vòm đá nhận được sự bảo trợ rộng rãi của hoàng gia và các sultan trong thời kỳ Mamluk, kéo dài từ năm 1250 đến năm 1510.

### Thời kỳ Ottoman (1517–1917)
Dưới thời trị vì của Suleiman I (1520–1566), phần phía ngoài của Mái vòm đá đã được ốp gạch. Điều này đã mất đến bảy năm. Một số chi tiết trang trí nội thất đã được bổ sung vào thiết kế công trình trong thời kỳ Ottoman.
Tiếp giáp với khu vực Dome of the Rock, người Ottoman đã xây dựng Dome of the Prophet vào năm 1620.

Sự cải tạo quy mô lớn đã được thực hiện vào năm 1817 dưới thời trị vì của Mahmud II. Trong một dự án trùng tu lớn được thực hiện vào những năm 1874–75 dưới thời trị vì của Sultan Abdülaziz khi tất cả các viên ngói trên các bức tường ở hướng tây và tây nam của phần hình bát giác của tòa nhà đã bị dỡ bỏ và thay thế bằng các bản sao đã được sản xuất tại Thổ Nhĩ Kỳ. 

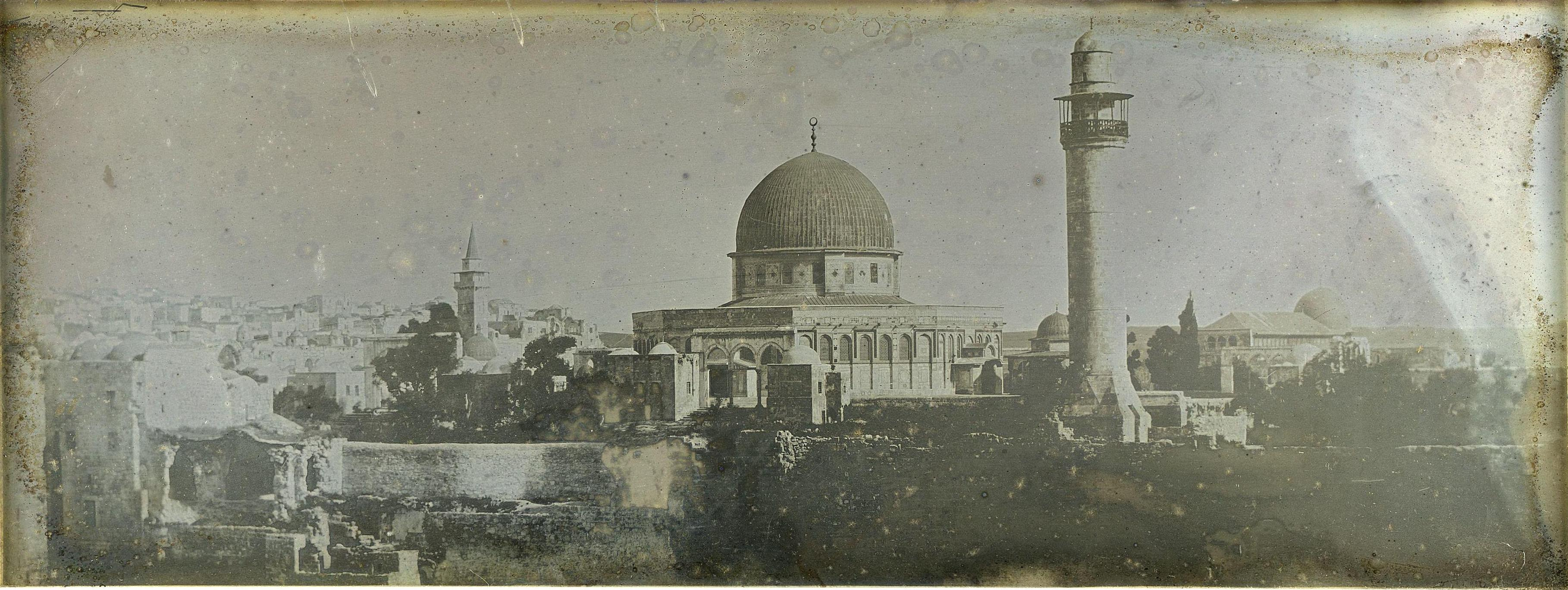
Bức ảnh đầu tiên của công trình, 1842–44
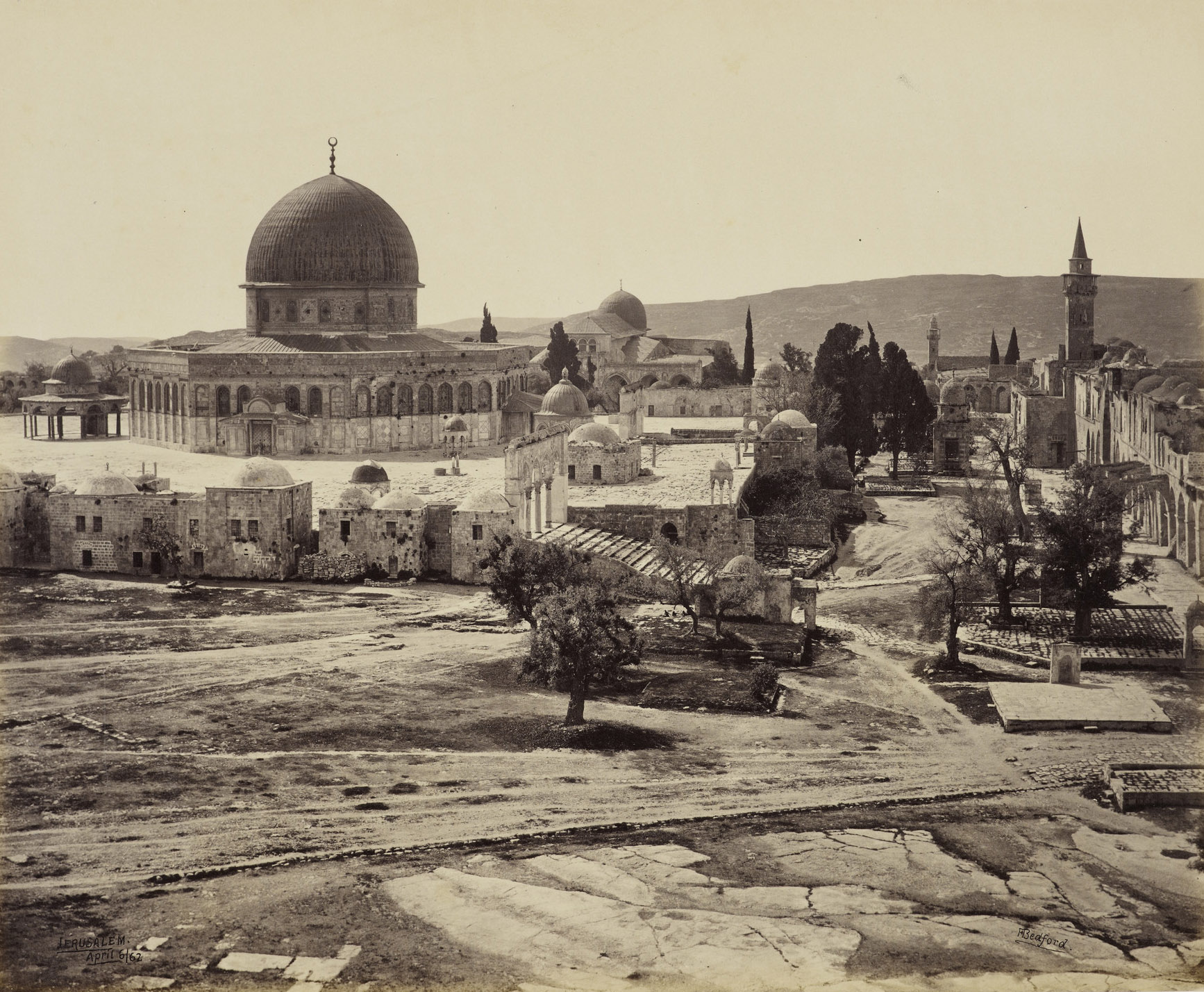
Hướng nhìn từ phía bắc, Francis Bedford (1862)
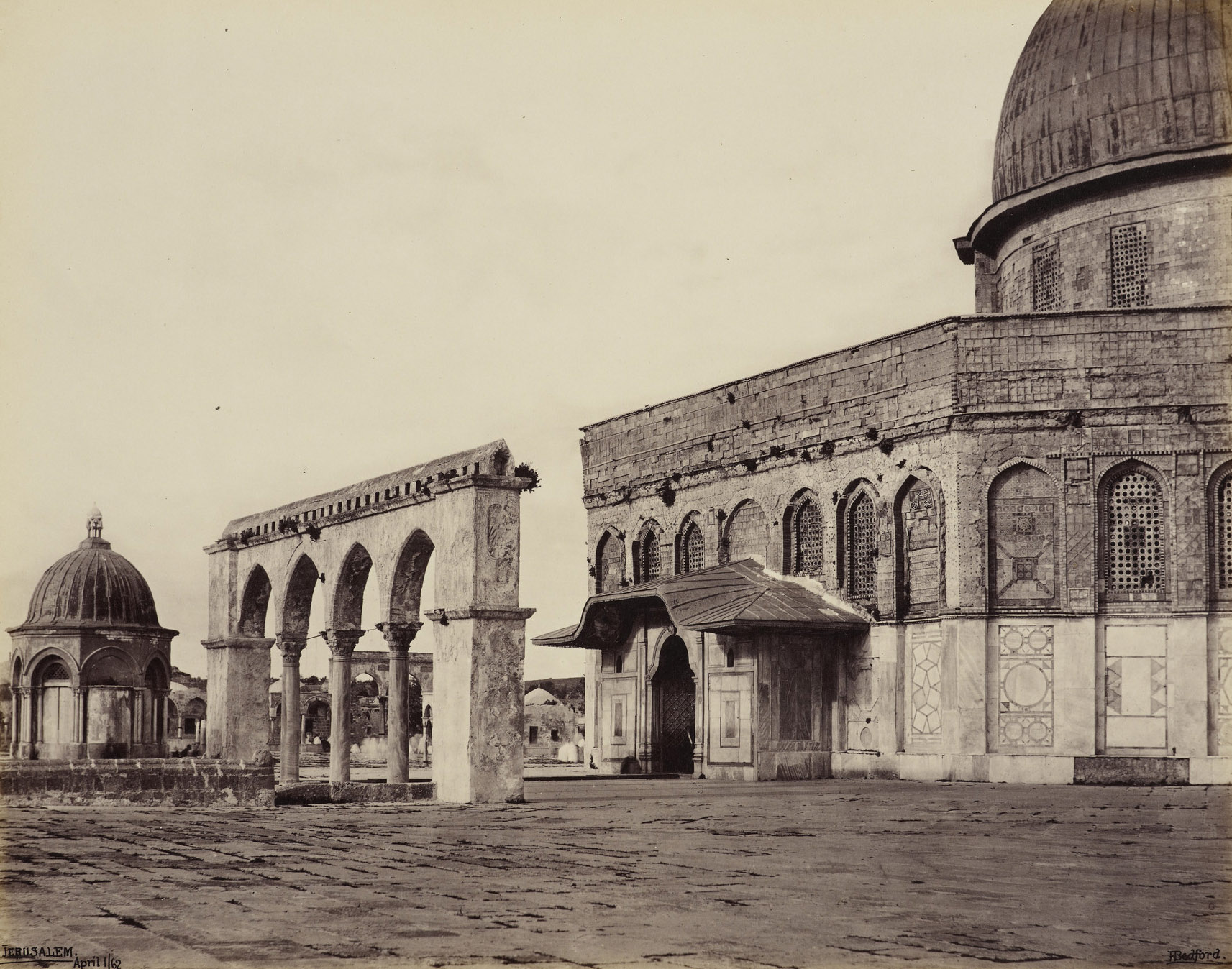
Mặt tiền phía Tây vào năm 1862. Đến ngày này, nhiều viên gạch lát từ thế kỷ 16 đã bị mất tích.
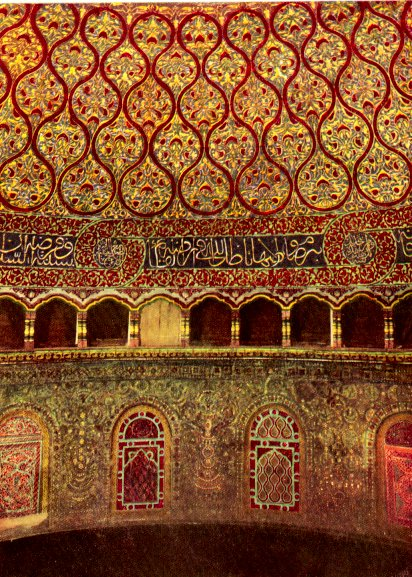
Nội thất trang trí khảm (1914)
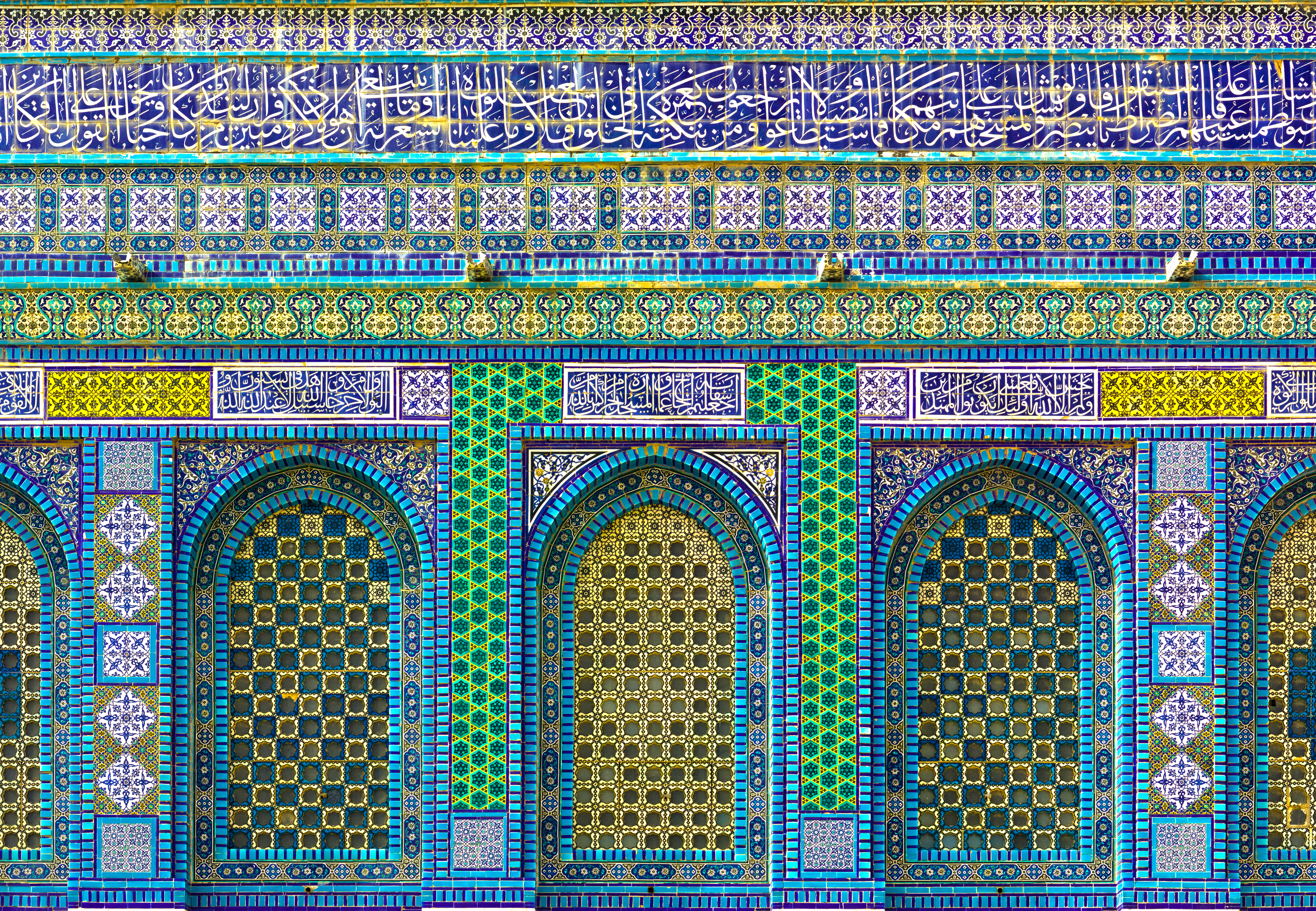
Mặt tiền lát gạch (2013)
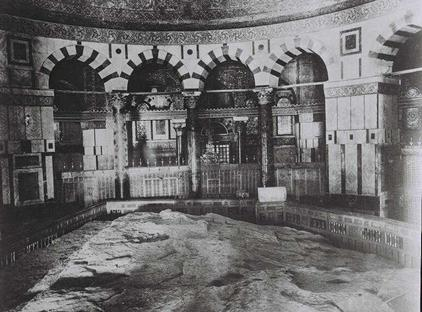
Nội thất bên trong (1915)

### Sự bảo hộ của người Anh

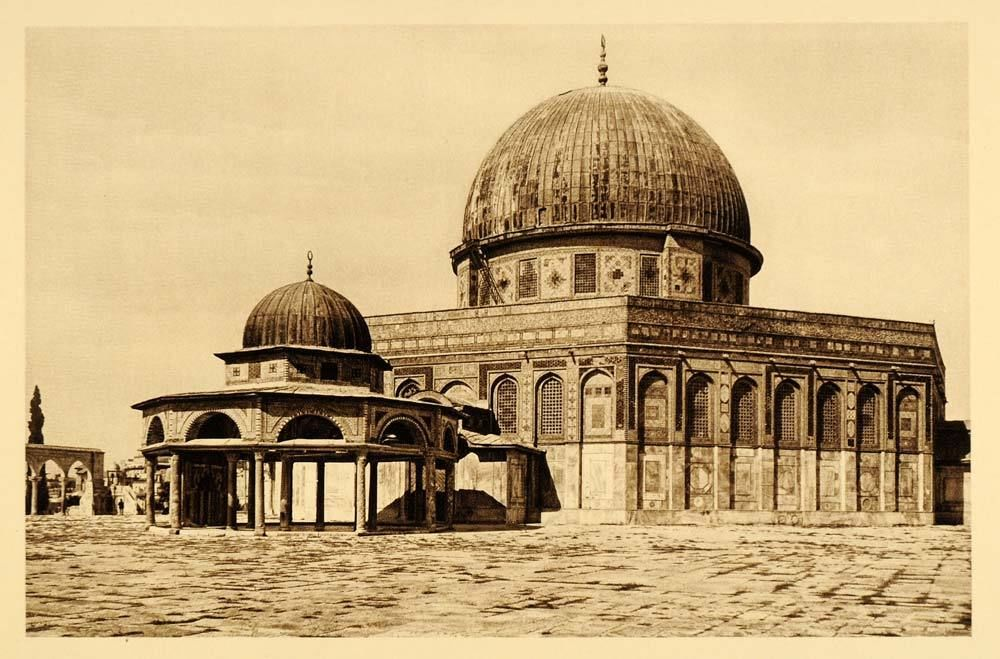
Hình chụp những năm 1920

Haj Amin al-Husseini được người Anh chỉ định làm quản lý vào năm 1917, cùng với Yaqub al-Ghusayn đã thực hiện công cuộc tái thiết và khôi phục Mái vòm đá và Nhà thờ Hồi giáo Al-Aqsa ở Jerusalem.
Một vài bộ phận của Mái vòm đá đỗ sụp đổ trong trận động đất vào ngày 11 tháng 7 năm 1927 khiến cho các bức tường bị nứt gãy nghiêm trọng, làm hư hại và ảnh hưởng nhiều công tác sửa chữa vốn đã diễn ra trong những năm trước.

### Sự quản lý của chính phủ Jordan
Năm 1955, một chương trình cải tạo mở rộng đã được khởi xướng bởi chính phủ Jordan với kinh phí do các chính phủ Ả Rập và Thổ Nhĩ Kỳ tài trợ bao gồm việc thay thế số lượng lớn ngói có từ thời Suleiman I đã bị bong tróc do mưa lớn. Năm 1965, mái vòm được bao phủ bởi một lớp hợp kim đồng nhôm bền được sản xuất tại Ý thay thế cho lớp chì bên ngoài. Trước năm 1959, mái vòm được phủ bằng chì đen. Trong quá trình trùng tu đáng kể được thực hiện từ năm 1959 đến năm 1962, phần chì đã được thay thế bằng các tấm nhôm-đồng phủ vàng lá.

### Sự quản lý của Israel
Một vài giờ sau khi quốc kỳ của Israel được cắm lên đỉnh của Mái vòm đá vào năm 1967 trong Chiến tranh Sáu ngày, người Israel đã hạ nó xướng theo lệnh của Moshe Dayan và tiến hành đầu tư cho các waqf Hồi giáo (tín thác tôn giáo) với quyền quản lý khu vực Núi Đền/Haram al-Sharif để "gìn giữ hòa bình".
Vào năm 1993, mái vòm bằng vàng đã được tân trang lại sau khoản tài trợ 8,2 triệu đô la Mỹ bởi vua Hussein của Jordan, người đã bán một trong những ngôi nhà của mình ở Luân Đôn để tài trợ cho 80 kg vàng cần thiết cho việc tái thiết công trình.

## Mô tả trong thời hiện đại
Mái vòm đá đã được mô tả trên một số loại tiền tệ của khu vực Trung Đông:

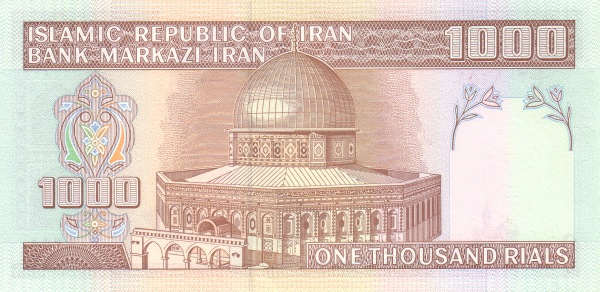
Mặt sau của tờ 1.000 rial Iran (1992).
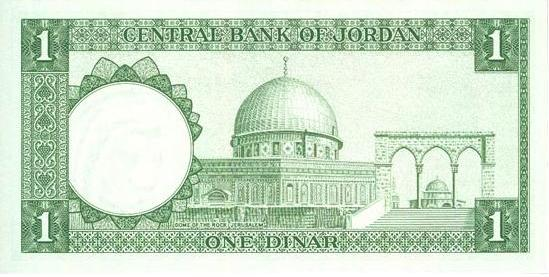
Mặt sau của tờ tiền 1 dinar Jordan (1959). Kể từ năm 1992, tờ 20 Dinar mang hình ảnh của Dome.
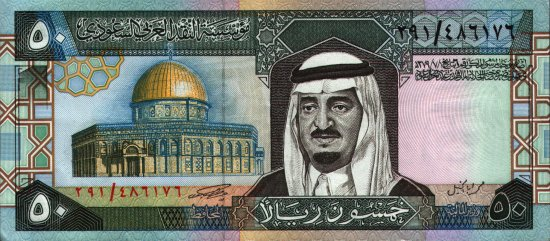
50 riyal Ả Rập Xê Út (1983).
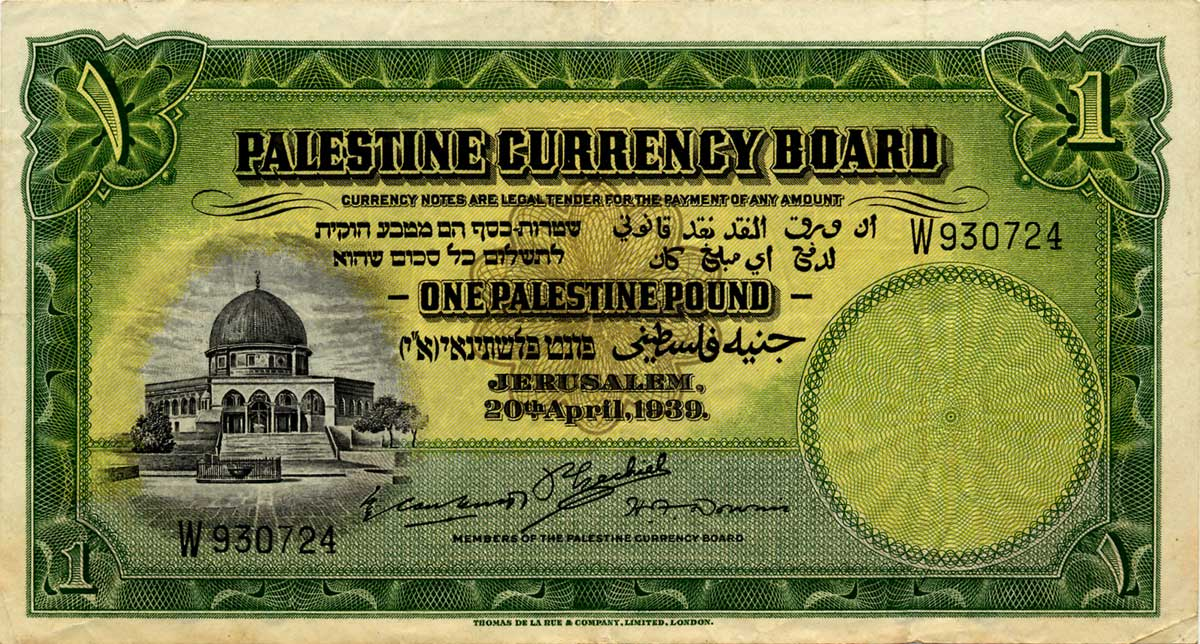
Mặt sau của tờ tiền 1 bảng Palestine (1939).

## Khả năng tiếp cận

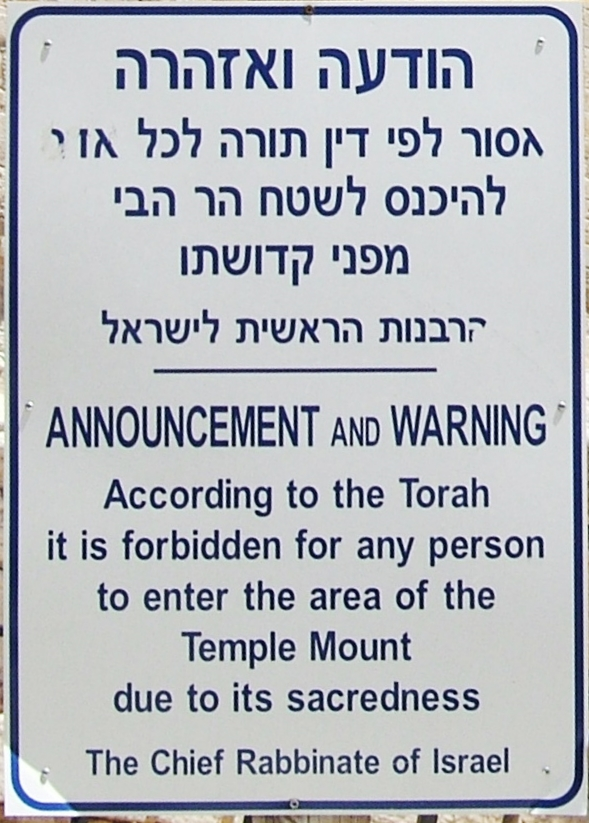
Biển hiệu tại lối vào của du khách đến Núi Đền

Công trình vẫn được bảo tồn và duy trì bởi Bộ Awqaf ở Amman, Jordan.
Cho đến giữa thế kỷ 20, những người không theo đạo Hồi không được phép vào khu vực này. Kể từ năm 1967, luật lệ được nới lỏng cho phép những người không theo đạo Hồi tiếp cận hạn chế. Tuy nhiên, những người ngoại đạo vẫn không được phép cầu nguyện trên Núi Đền, mang theo kinh sách hay mặc phục trang tôn giáo. Cảnh sát Israel đã góp phần hỗ trợ thực thi điều này.  Israel đã hạn chế quyền tiếp cận trong một thời gian ngắn của cư dân Palestine ở Bờ Tây đến Núi Đền. Những nam giới Palestine ở Bờ Tây phải trên 35 tuổi mới đủ điều kiện để được cấp phép xâm nhập. Cư dân Palestine ở Jerusalem, những người có thẻ cư trú của Israel và những người Palestine có quốc tịch Israel được phép tiếp cận không hạn chế.
Một số giáo sĩ Do Thái giáo chính thống khuyến khích người Do Thái đến thăm địa điểm, trong khi hầu hết cấm vào khu phức hợp vì sợ vi phạm luật Do Thái. Ngay cả các giáo sĩ Do Thái dù khuyến khích vào Núi Đền nhưng cũng cấm tiếp cận Mái vòm đá.

## Tầm quan trọng đối với các tôn giáo

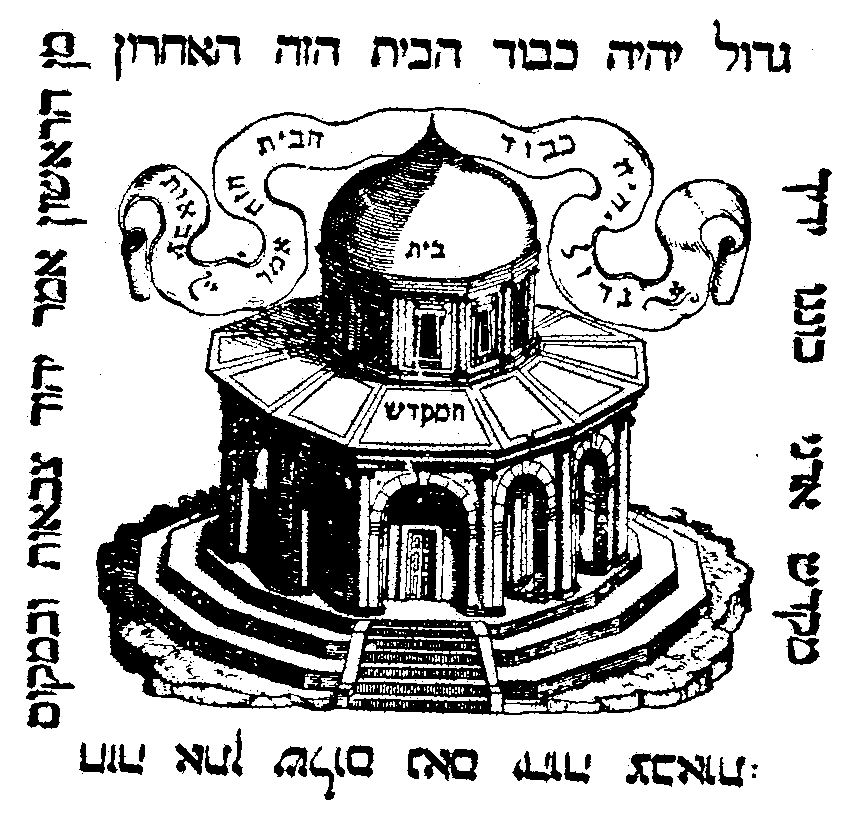
Đền thờ ở Jerusalem được mô tả như là Mái vòm của Tảng đá trên máy in của Marco Antonio Giustiniani, Venice 1545–52

Theo một số học giả Hồi giáo, tảng đá nền ở trung tâm thánh đường là nơi  mà nhà tiên tri Hồi giáo Muhammad đã lên Thiên đường cùng với thiên thần Gabriel hay thậm chí Muhammad đã được Gabriel đưa đến đây để cầu nguyện với Abraham, Moses và Jesus. Một số học giả Hồi giáo khác lại tin rằng Nhà tiên tri thực chất đã lên Thiên đường từ Thánh đường Hồi giáo Al-Aqsa.
Các tìn đồ Hồi giáo tin rằng vị trí của Mái vòm đá là địa điểm được đề cập trong Sura 17 của Kinh Qur'an, kể về câu chuyện của Isra và Mi'raj, Hành trình trong đêm kỳ diệu của nhà tiên tri Muhammad từ Mecca đến "thánh đường Hồi giáo xa nhất", nơi ngài đã dẫn những lời cầu nguyện và bay lên thiên đường để nhận chỉ dụ từ Allah. Hành trình ban đêm được đề cập trong Kinh Qur'an dưới một hình thức rất ngắn gọn và được kinh Hadith xây dựng thêm. Caliph Umar ibn Al-Khattab (579-644) dưới sự cố vấn bởi Ka'ab al-Ahbar, một giáo sĩ Do Thái cải sang đạo Hồi đã cho  rằng "nhà thờ Hồi giáo xa nhất" có mô tả giống hệt với vị trí của một đền thờ do thái cũ ở Jerusalem.

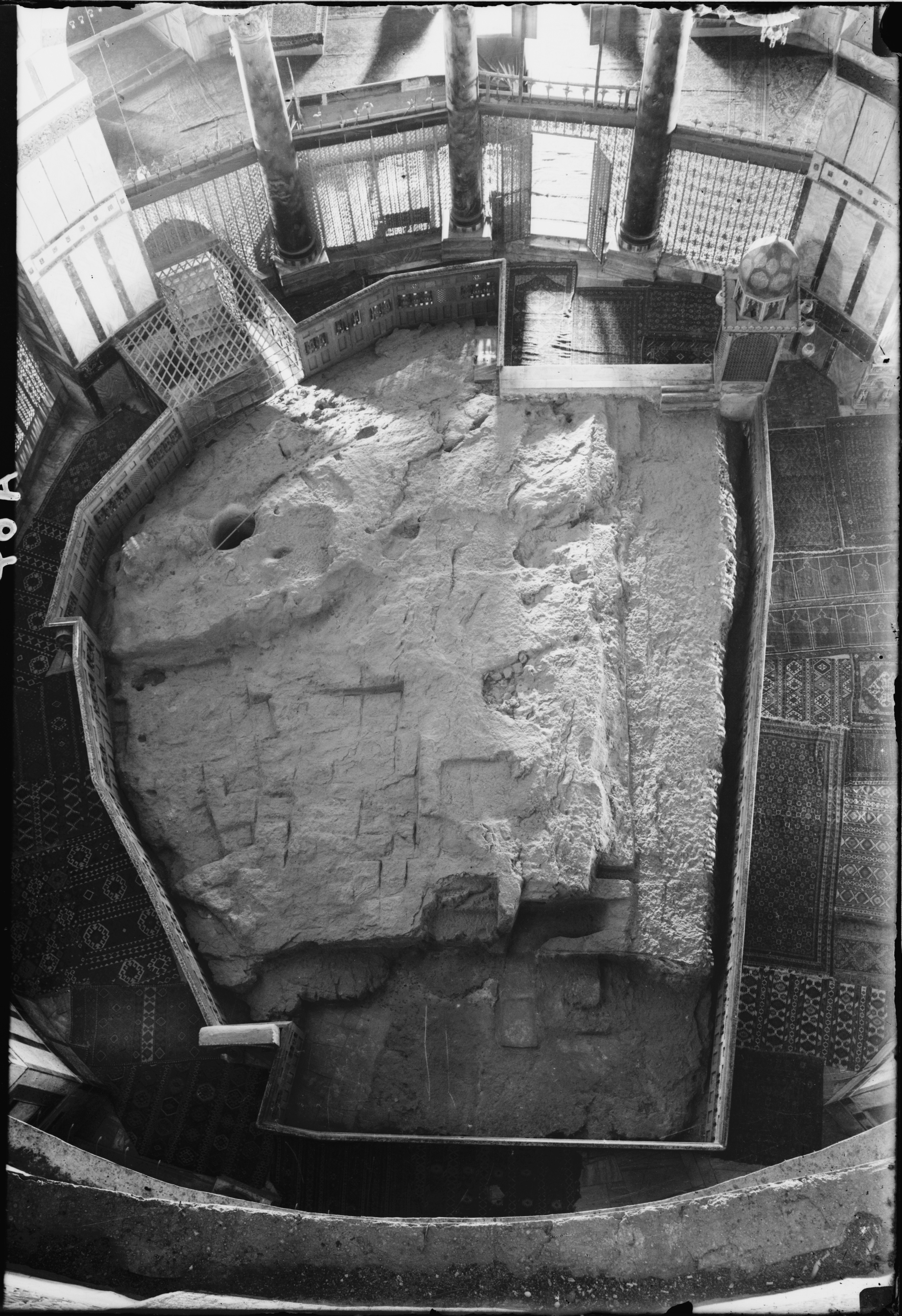
Tảng Đá Nền nhìn từ mái vòm. Bức ảnh được chụp trong khoảng thời gian từ năm 1900 đến năm 1920, trước khi dỡ bỏ lớp sắt xung quanh.

Đá Nền và phần xung quanh được xem là địa điểm linh thiêng nhất đối với Do Thái giáo. Mặc dù bây giờ người Hồi giáo cầu nguyện hướng về Kaaba tại Mecca, một số đã từng hướng về phía Núi Đền như người Do Thái đã làm. Muhammad đã thay đổi hướng cầu nguyện cho người Hồi giáo sau một chỉ dụ từ Allah. Người Do Thái theo truyền thống coi vị trí của viên đá là nơi linh thiêng nhất trên Trái Đất, là vị trí cũ của phần "điện thờ trong" thuộc Đền thờ Jerusalem.
Theo ghi chép của dân Do Thái, tảng đá là nơi Áp-ra-ham đã chuẩn bị hiến tế con trai mình là Isaac.

Trên một phần tường của Mái vòm đá là một dòng chữ trong một khảm phù điêu biểu lộ sự từ chối rõ ràng của thiên tính Chúa Kitô, từ Quran (19: 33-35):
33. "Vì vậy, hòa bình hiện diện vào ngày tôi sinh ra, và ngày tôi chết, và ngày tôi sẽ sống lại!" 34. Đó là Chúa Giêsu, con trai của Mary. Đó là một tuyên bố sự thật, về điều mà họ nghi ngờ. 35. Nó không phù hợp với (sự uy nghiêm của) Allah mà Ngài nên nhận mình một đứa trẻ. Vinh quang cho Ngài! khi Ngài xác định một vấn đề, Ngài chỉ nói với nó, "Hãy là", và nó đã như vậy.
Theo Goitein, các dòng chữ trang trí bên trong công trình thể hiện rõ ràng tinh thần luận chiến chống lại những lý thuyết Cơ đốc giáo, đồng thời nhấn mạnh học thuyết của kinh Qur'an rằng Chúa Giê-su là một nhà tiên tri thực sự. Câu "la sharika lahu" ("Chúa không có bạn đồng hành") được lặp lại năm lần; những câu từ Sura Maryam 19: 35–37, khẳng định mạnh mẽ lời tiên tri của Chúa Giê-su đối với Đức Chúa Trời, được trích dẫn cùng với lời cầu nguyện: Allahumma salli ala rasulika wa'abdika 'Isa bin Maryam - "Lạy Thánh, xin gửi lời chúc phúc đến Tiên tri của Ngài và Người Tôi tớ Chúa Giêsu, con trai của Mẹ Maria. " Ông tin rằng điều này cho thấy sự cạnh tranh quyết liệt trong tư tưởng với Kitô giáo, cùng với tinh thần truyền giáo của người Hồi giáo đối với người Kitô giáo, đã có tác động lớn vào thời điểm thánh đường được xây dựng.
Viện đền đã bày tỏ mong muốn di dời Mái vòm đá đến một địa điểm khác và thay thế vị trí đó bằng một ngôi đền thứ ba của Do Thái giáo. Nhiều người Israel tỏ ra mâu thuẫn về của đề xuất này.  Một số người Do Thái hữu thần, theo sự dạy dỗ của giáo sĩ Do Thái, tin rằng Đền thờ chỉ nên được xây dựng lại vào thời kỳ Thiên sai, và con người thật xấc xược khi dám ràng buộc bàn tay của Đức Chúa Trời. Tuy nhiên, một số Cơ đốc nhân Tin lành coi việc xây dựng lại Đền thờ là điều kiện tiên quyết để dẫn đến Ngày tận thế và Chúa tái lâm. Jeremy Gimpel, một ứng cử viên sinh ra tại Hoa Kỳ đại diện cho đảng Habayit Hayehudi (Ngôi nhà Do Thái) tham gia trong cuộc bầu cử tại Israel năm 2013, đã gây ra một tranh cãi khi anh ta bị ghi âm lại làm chứng cho việc anh ta đã nói với một nhóm truyền giáo của Nhà thờ Fellowship ở Florida vào năm 2011 rằng mọi người có thể nghĩ đến một trải nghiệm đáng kinh ngạc sẽ diễn ra sau đó là phá hủy Mái vòm đá. Ông cho biết thêm, tất cả những tín đồ Thiên Chúa giáo sẽ được đưa ngay đến Israel.

## Ảnh hưởng về mặt kiến trúc
Mái vòm đá đã truyền cảm hứng cho kiến trúc của một số công trình. Chúng bao gồm Nhà thờ Thánh Giacomo hình bát giác ở Ý, Lăng mộ Sultan Suleiman I ở Istanbul, Giáo đường Do Thái Rumbach Street theo phong cách Moorish hình bát giác ở Budapest, và Giáo đường Do Thái Mới ở Berlin, Đức. Người ta vẫn tin rằng Mái vòm đá đã phỏng theo kiến trúc của Đền thờ Jerusalem, như trong những tác phẩm The Marriage of the Virgin và Perugino ' s Hôn nhân của Đức Trinh Nữ của Raffaello.

## Hình ảnh

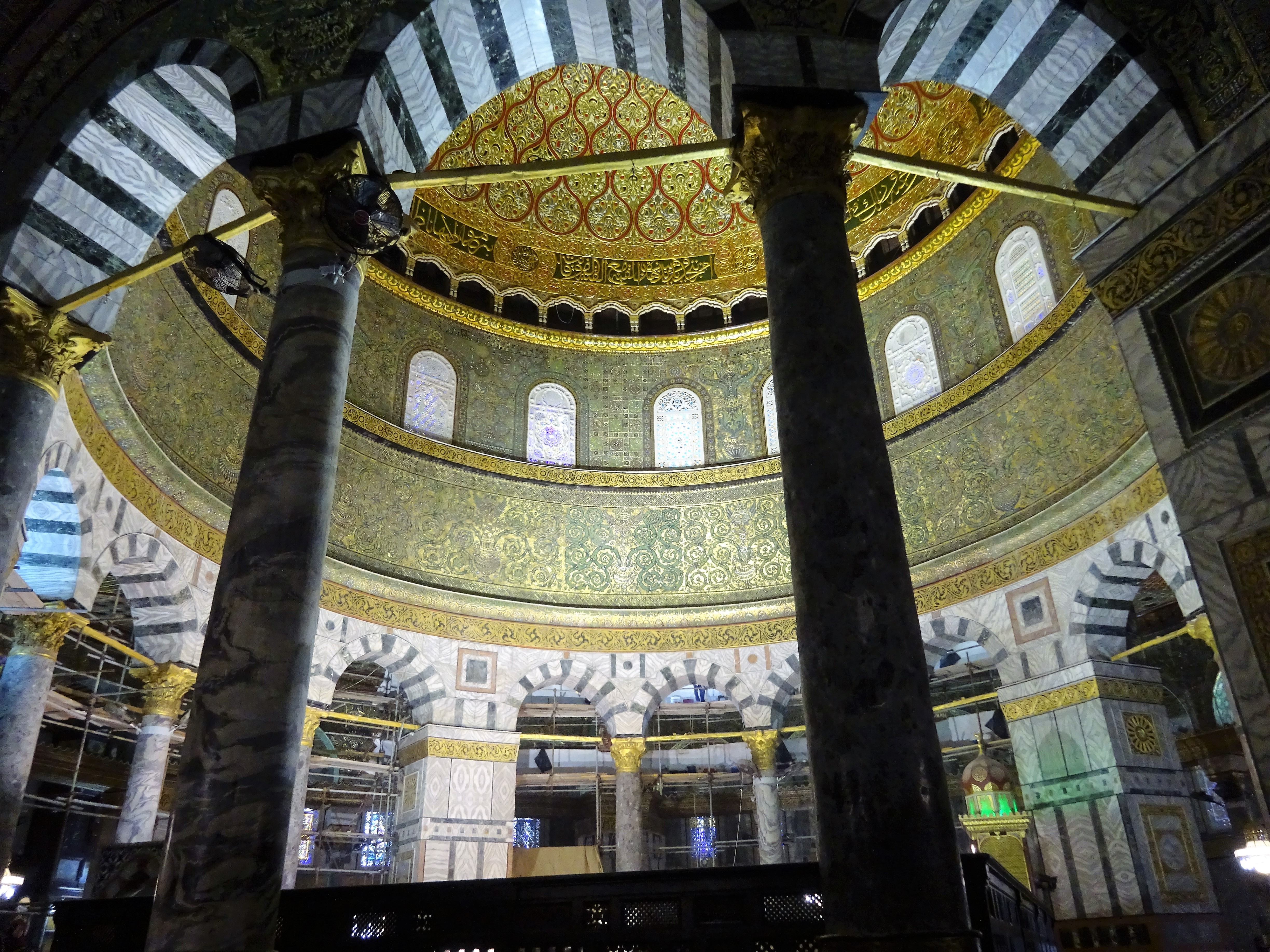
Nội thất của mái vòm
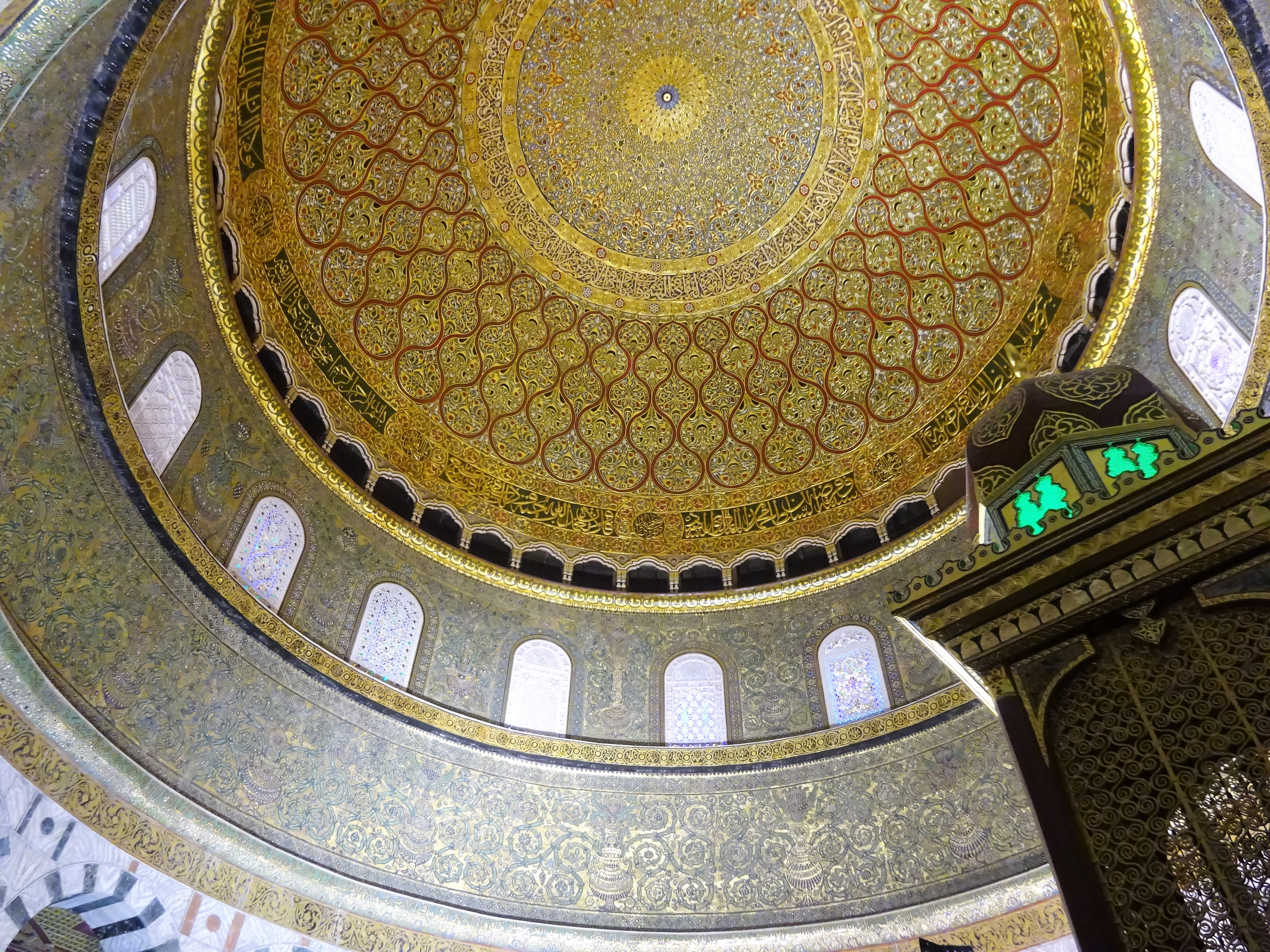
Mái vòm
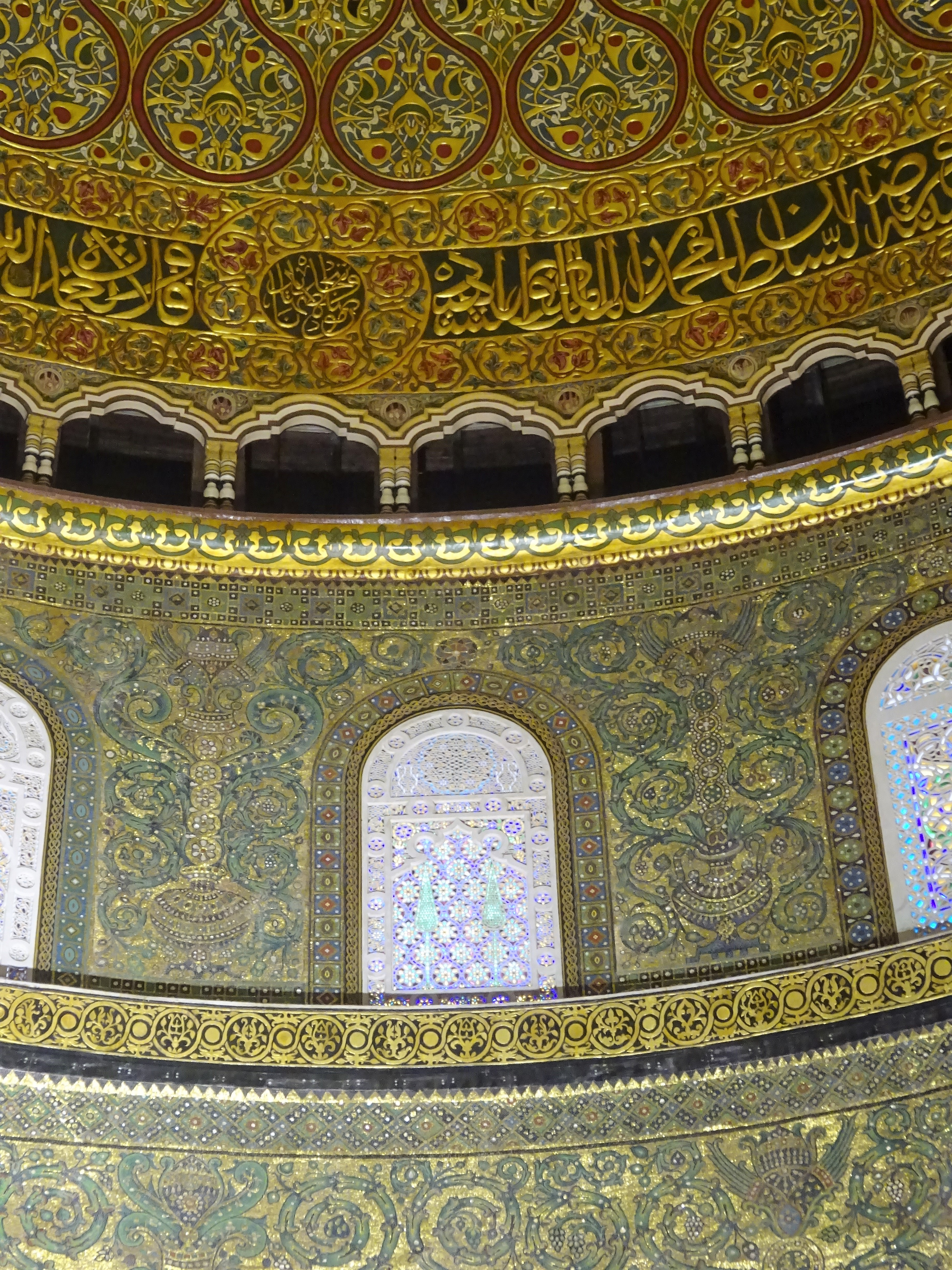
Đồ trang trí, tranh khảm và chữ viết bên trong Mái vòm đá
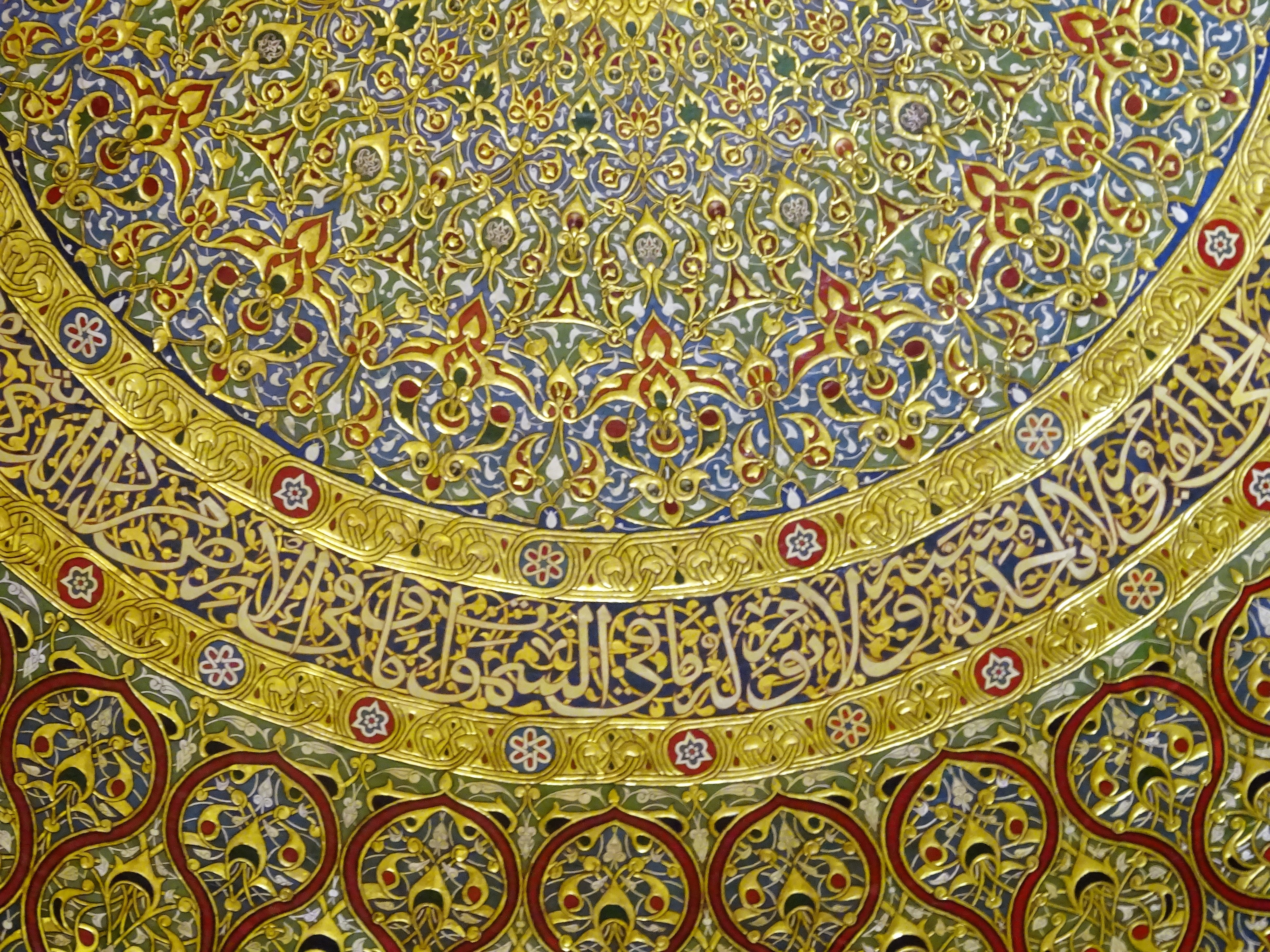
Hình ảnh chi tiết
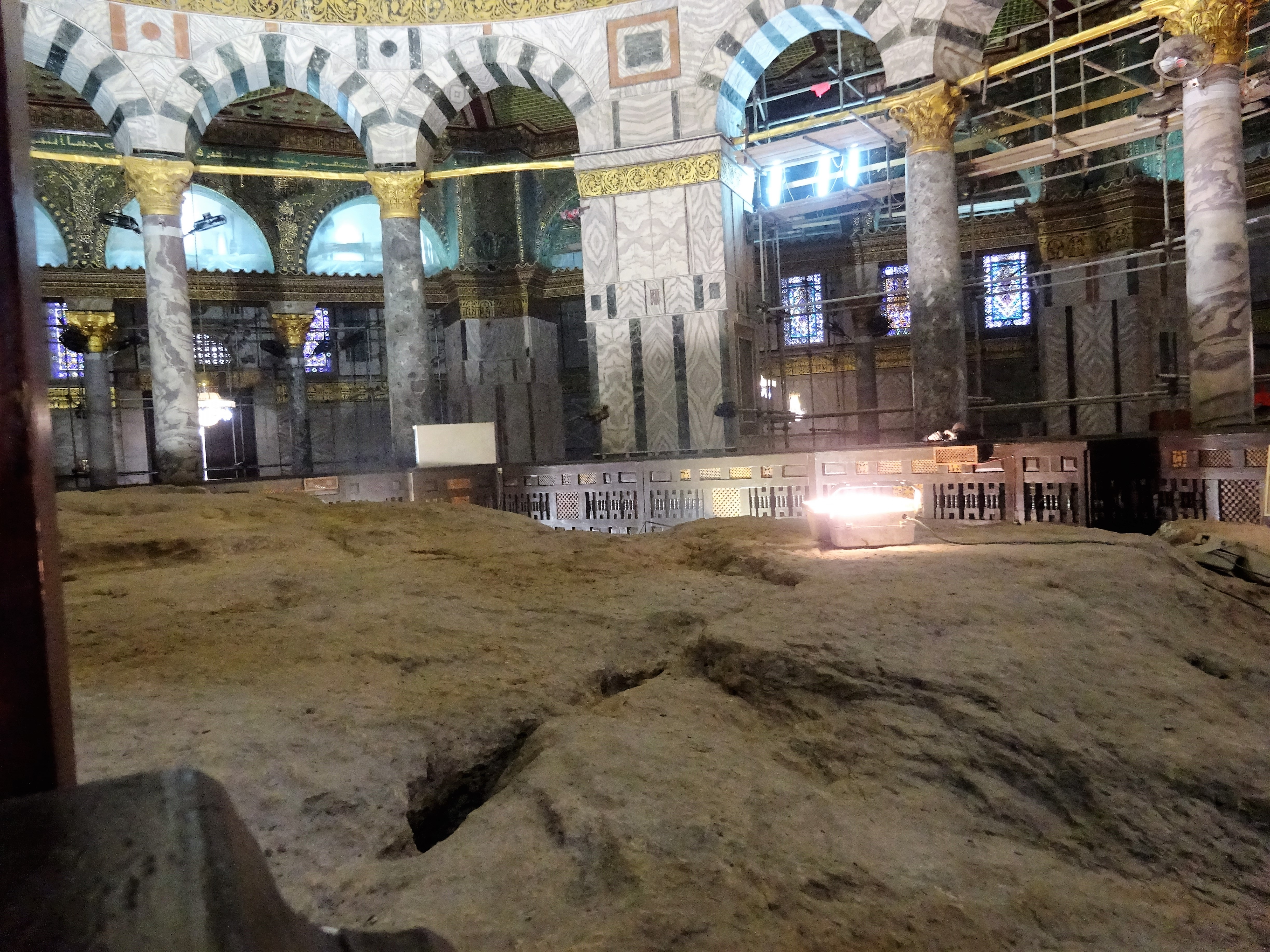
Đá nền nên trong mái vòm đá
Toàn cảnh Núi Đền, bao gồm Nhà thờ Hồi giáo Al-Aqsa và Dome of the Rock, nhìn từ Núi Ô liu
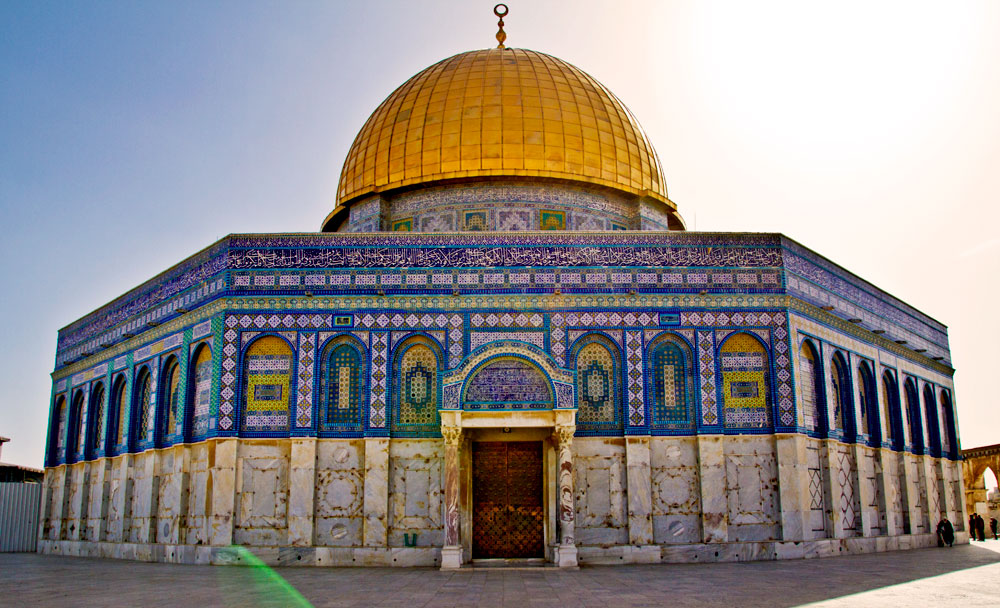
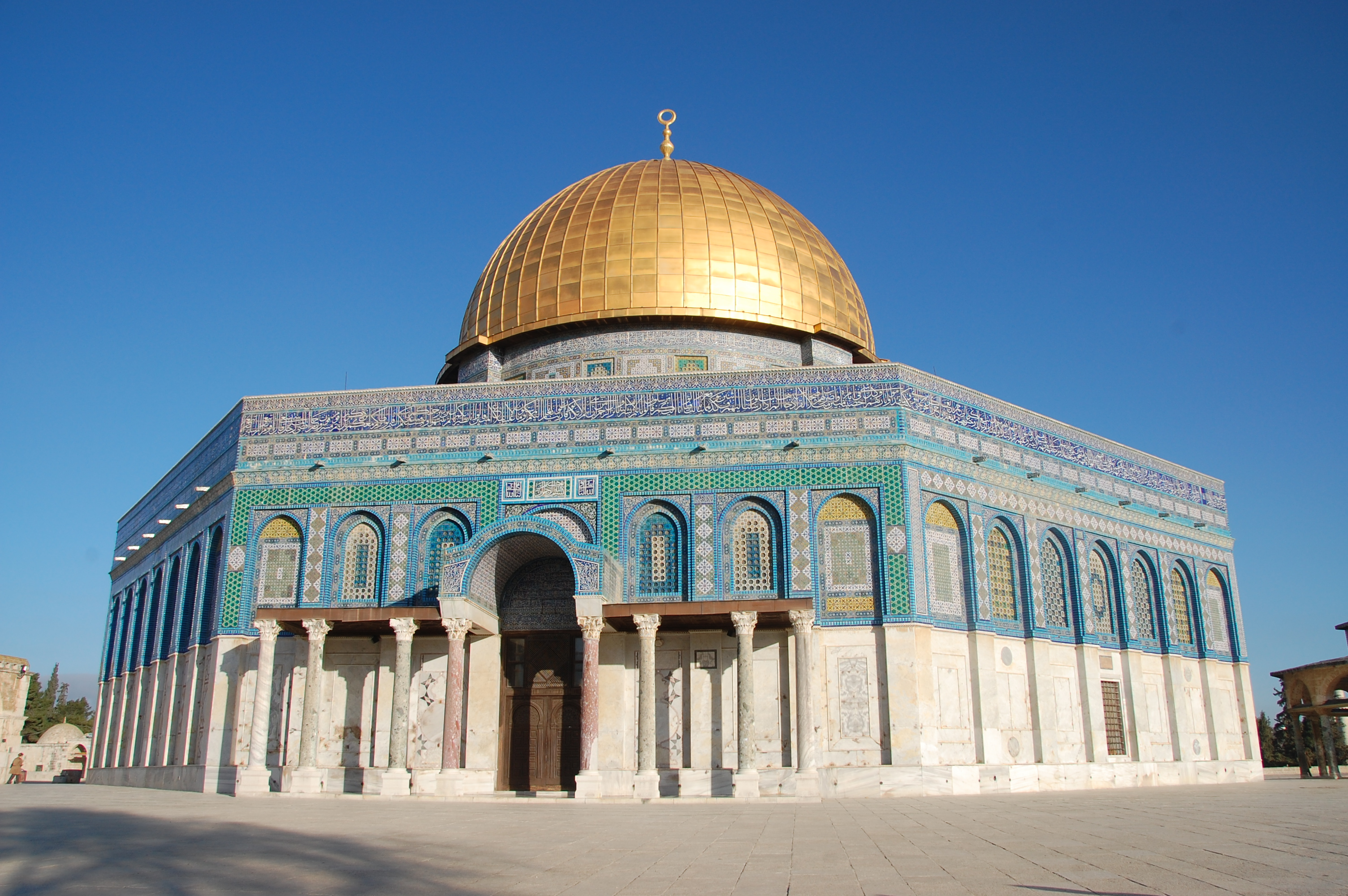
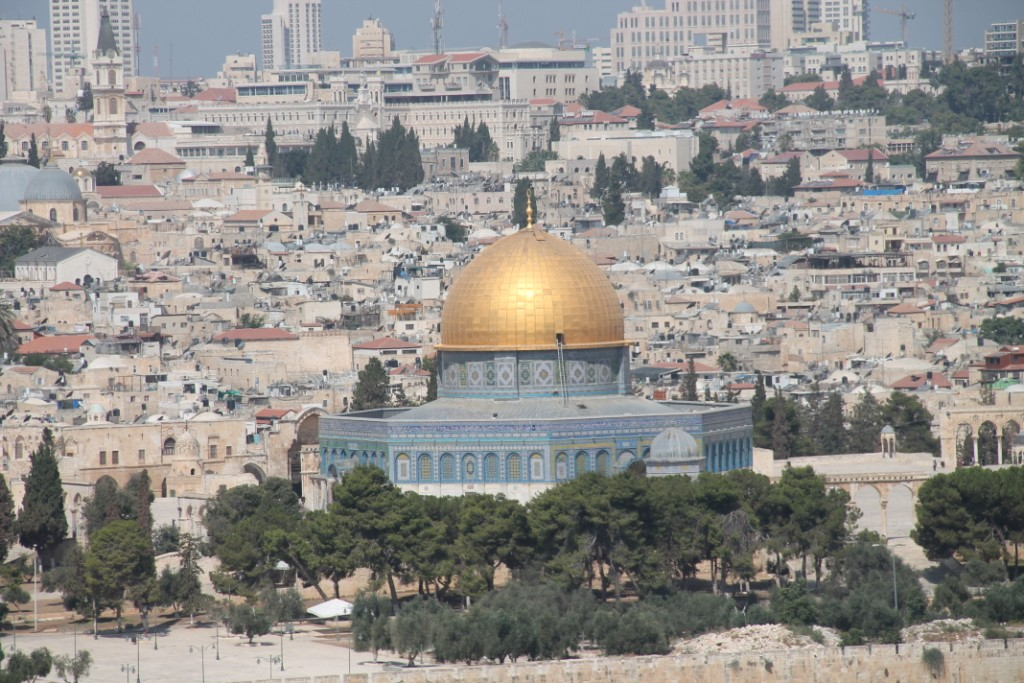
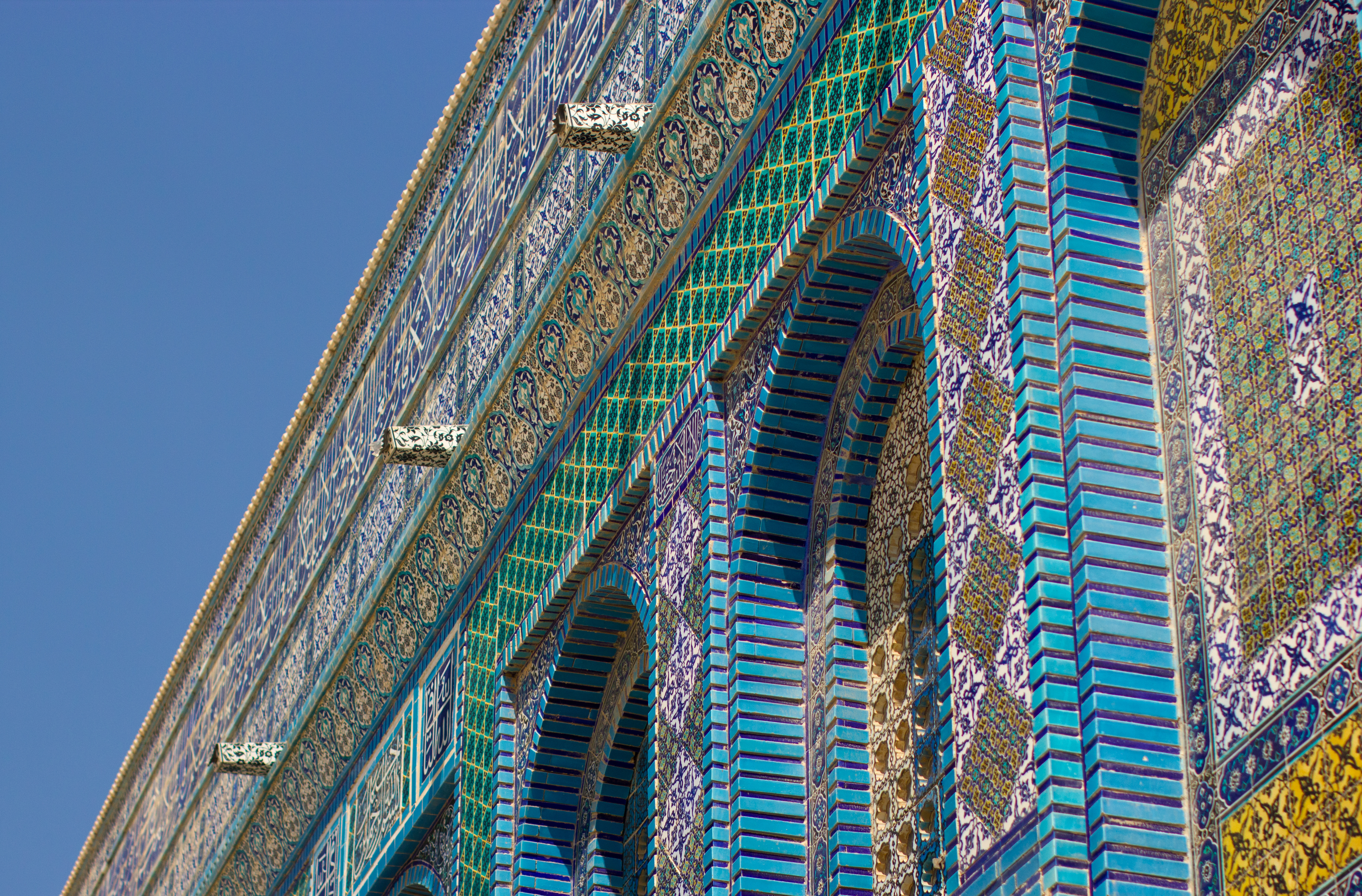
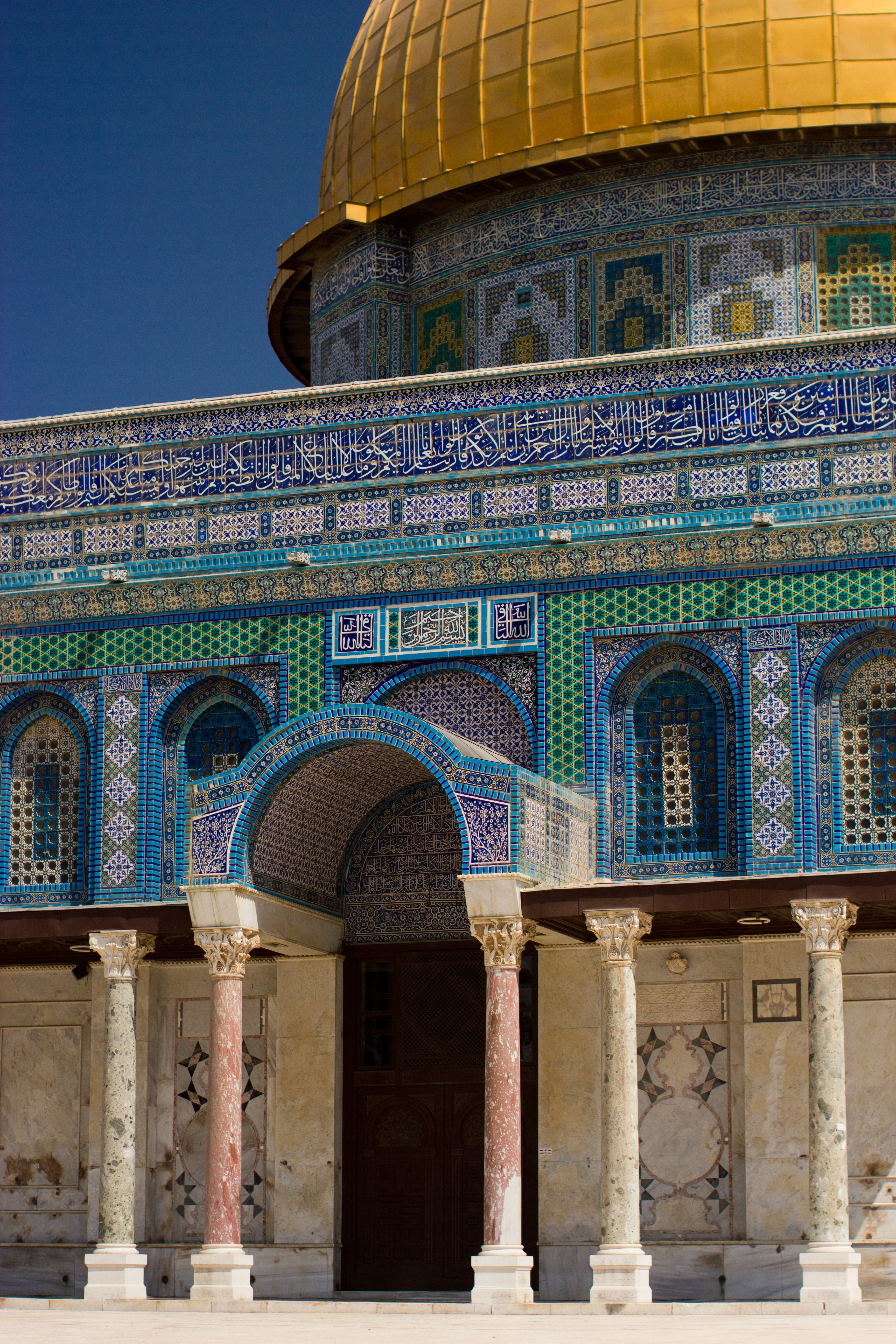
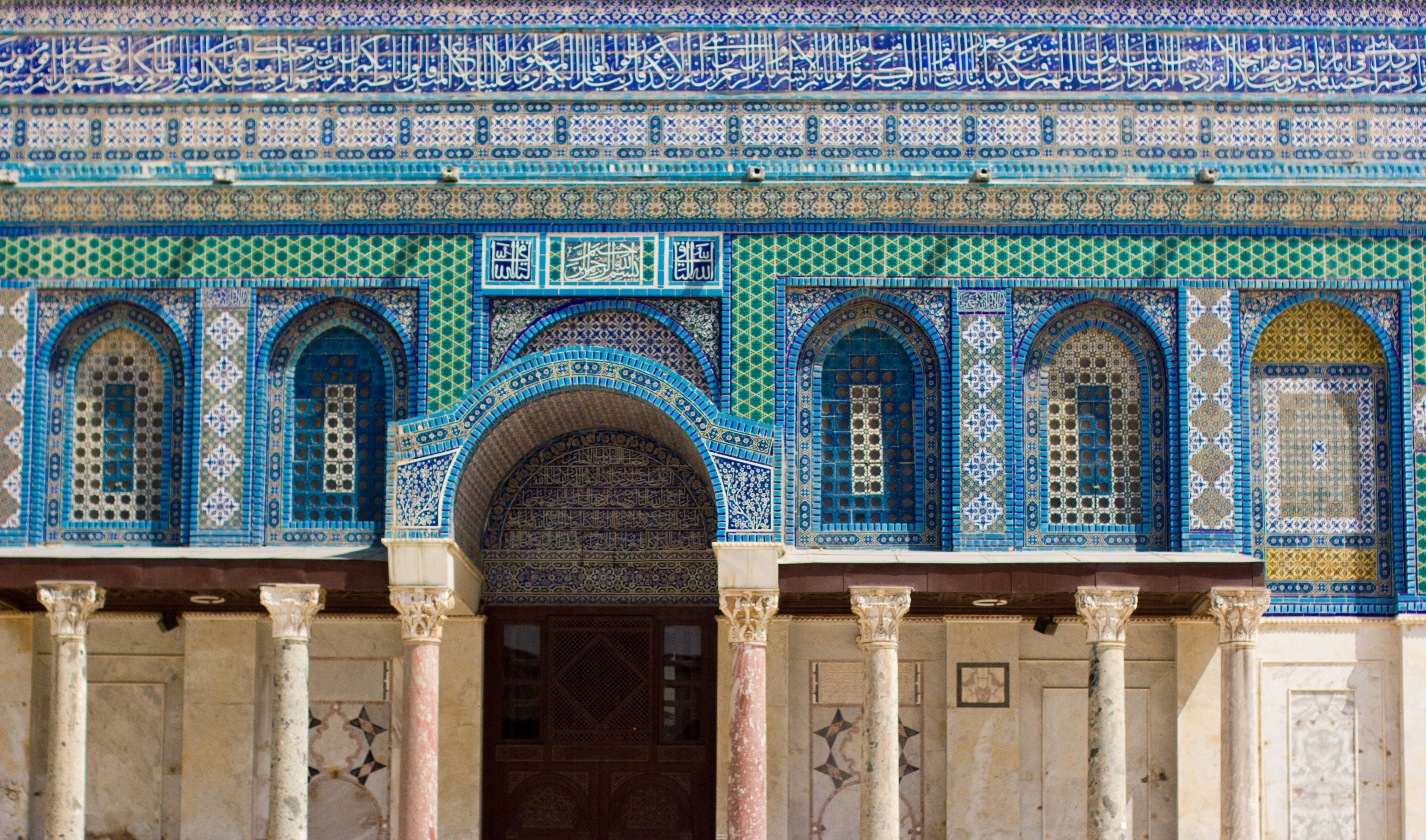
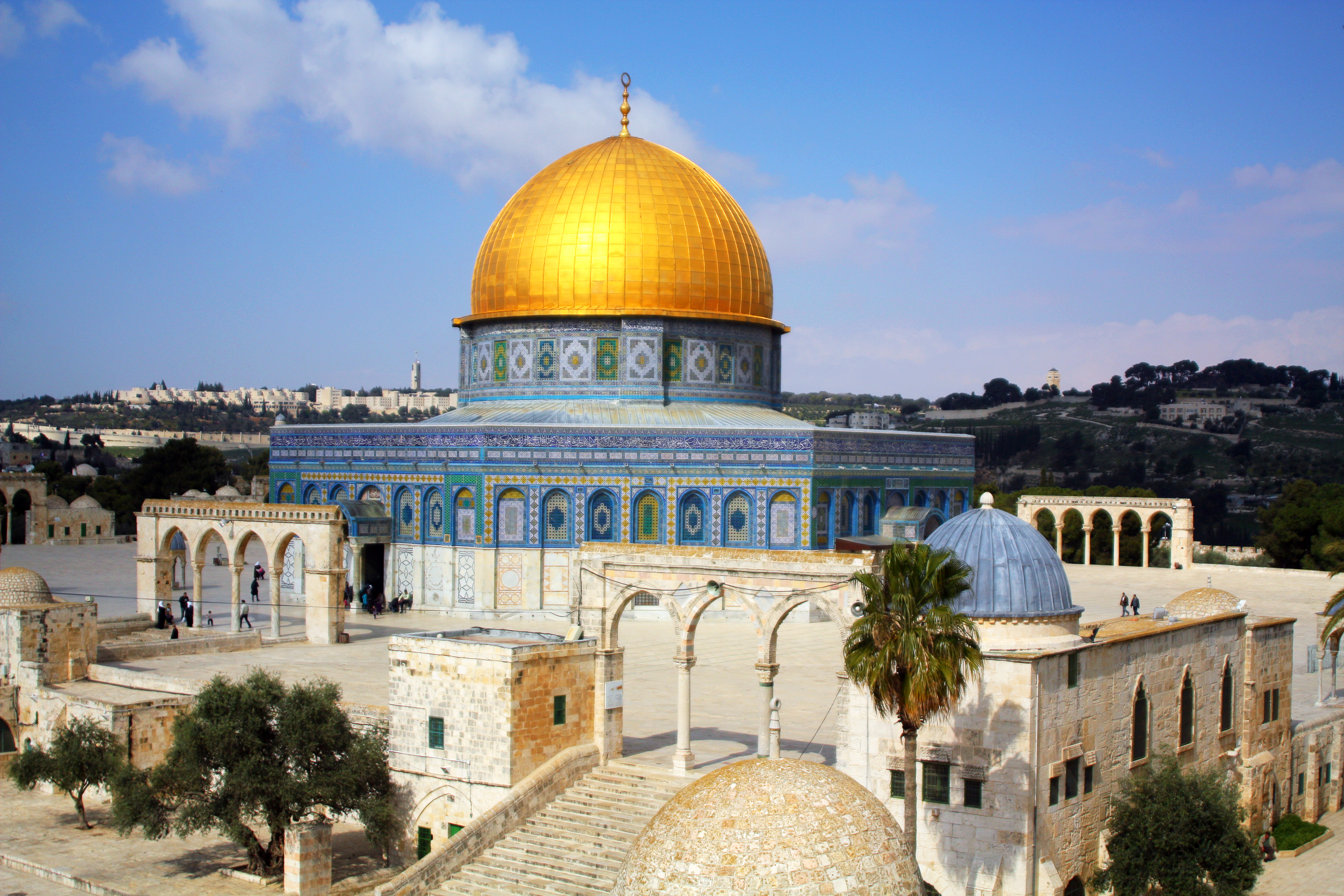
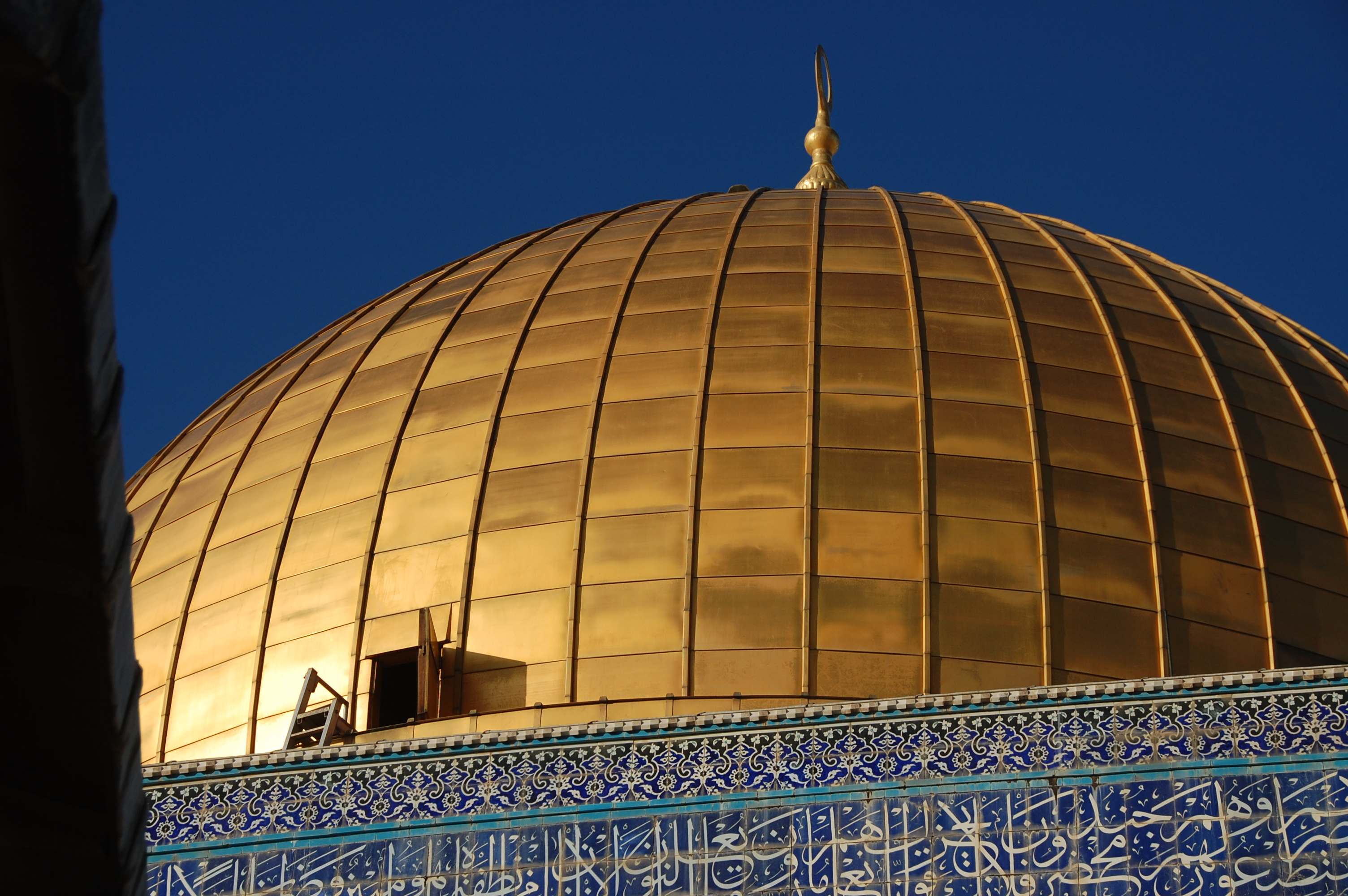
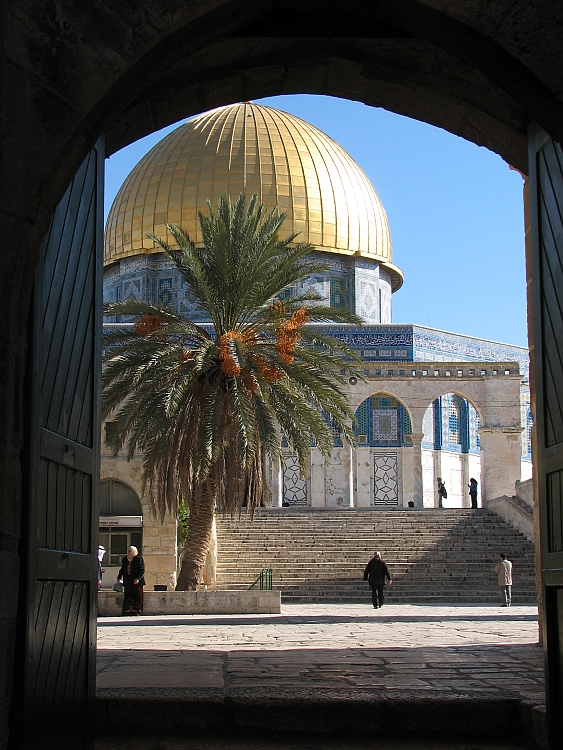
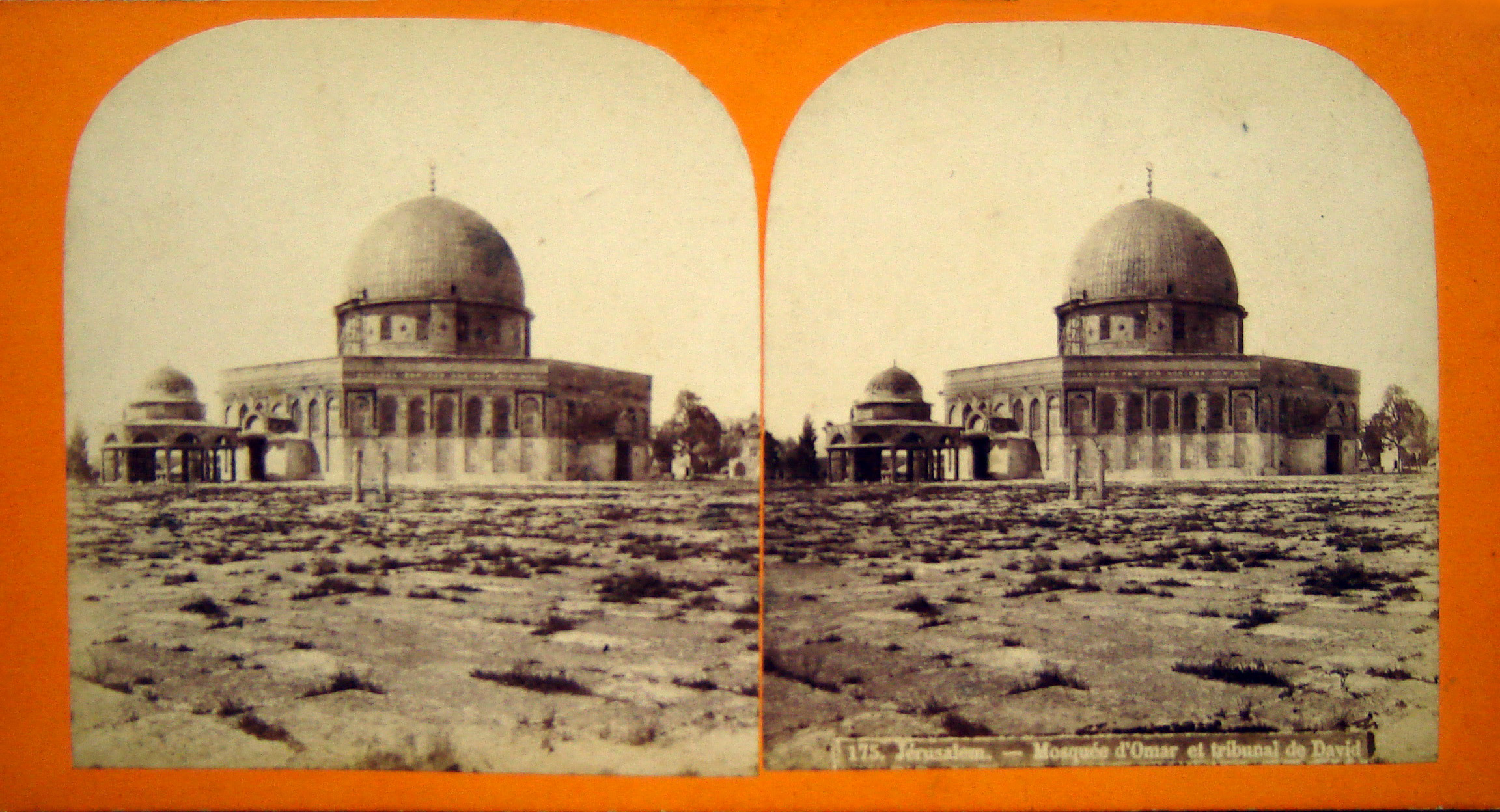
Hình ảnh trên kính lập thể của Mái vòm Đá (cuối thế kỷ 19)
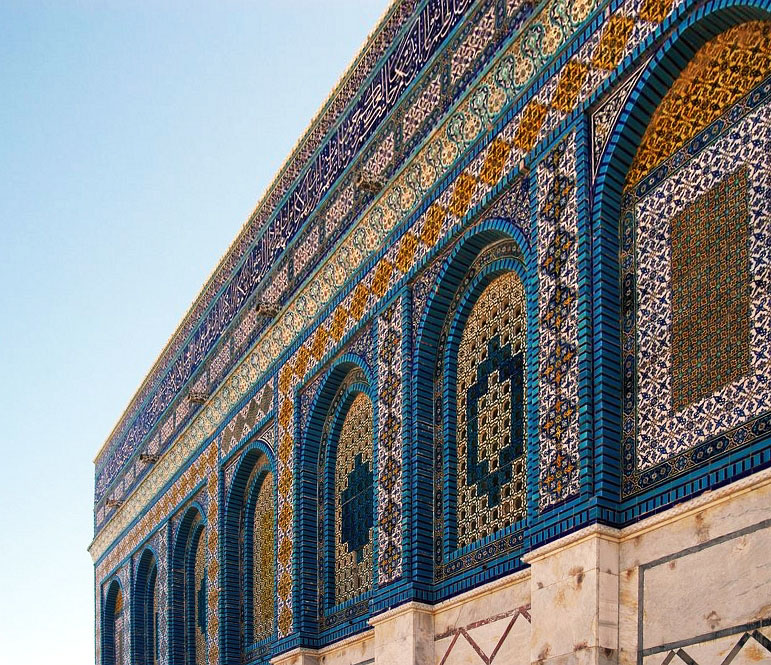
Chi tiết ngoại thất
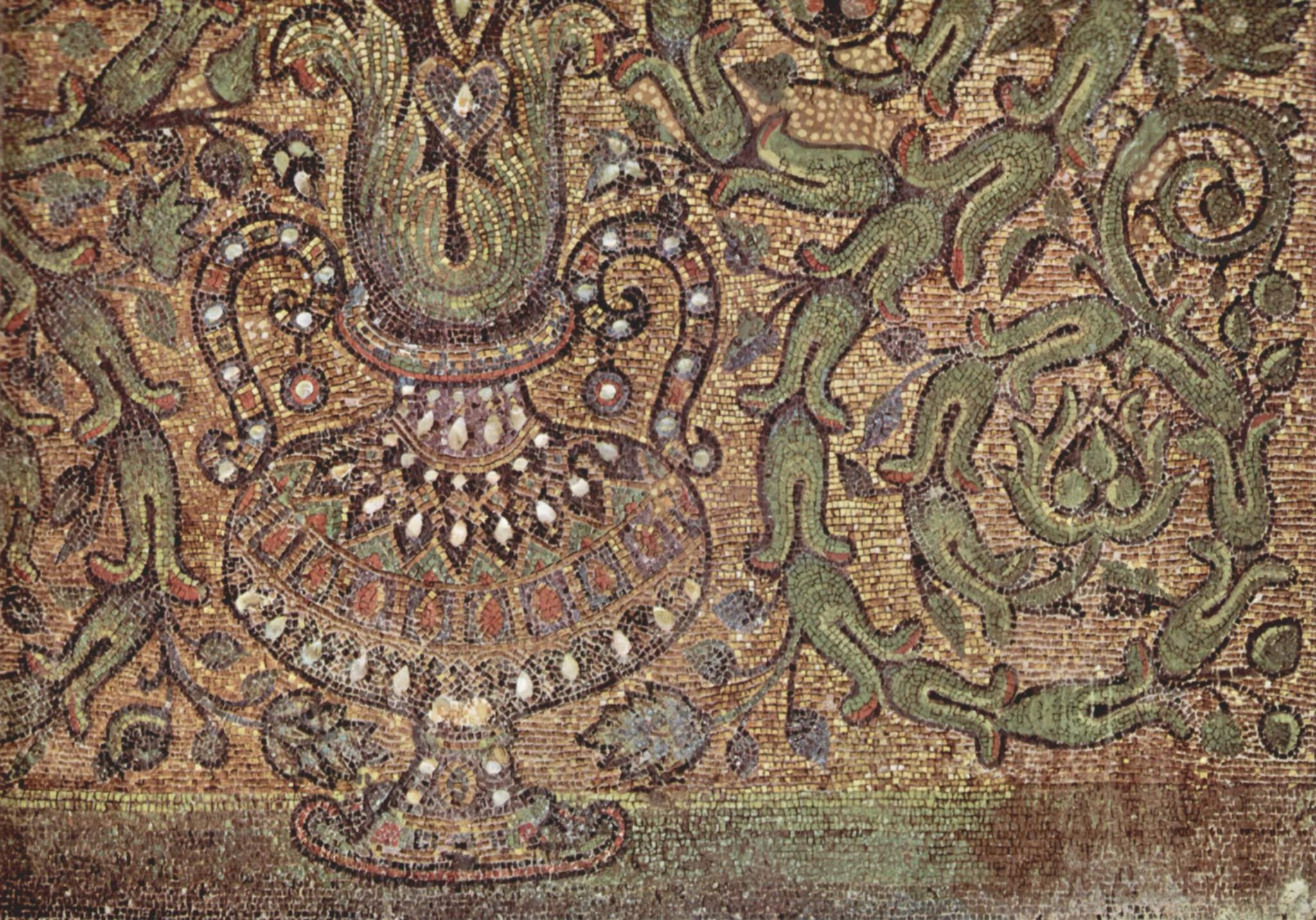
Các bức tường bên trong của Mái vòm Đá ở Jerusalem, kim khí có họa tiết hoa và vương miện
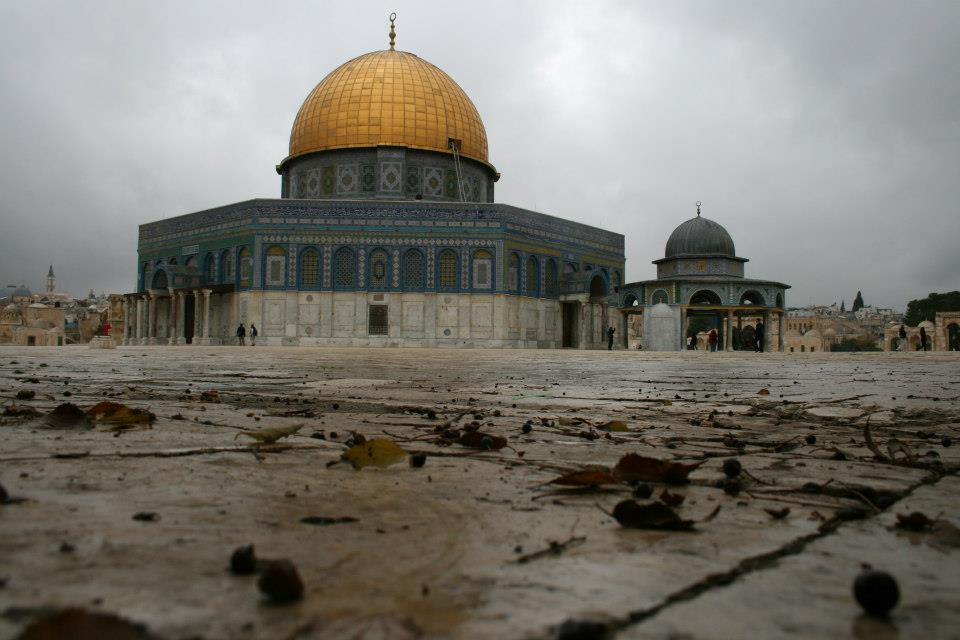
Vào một ngày mưa
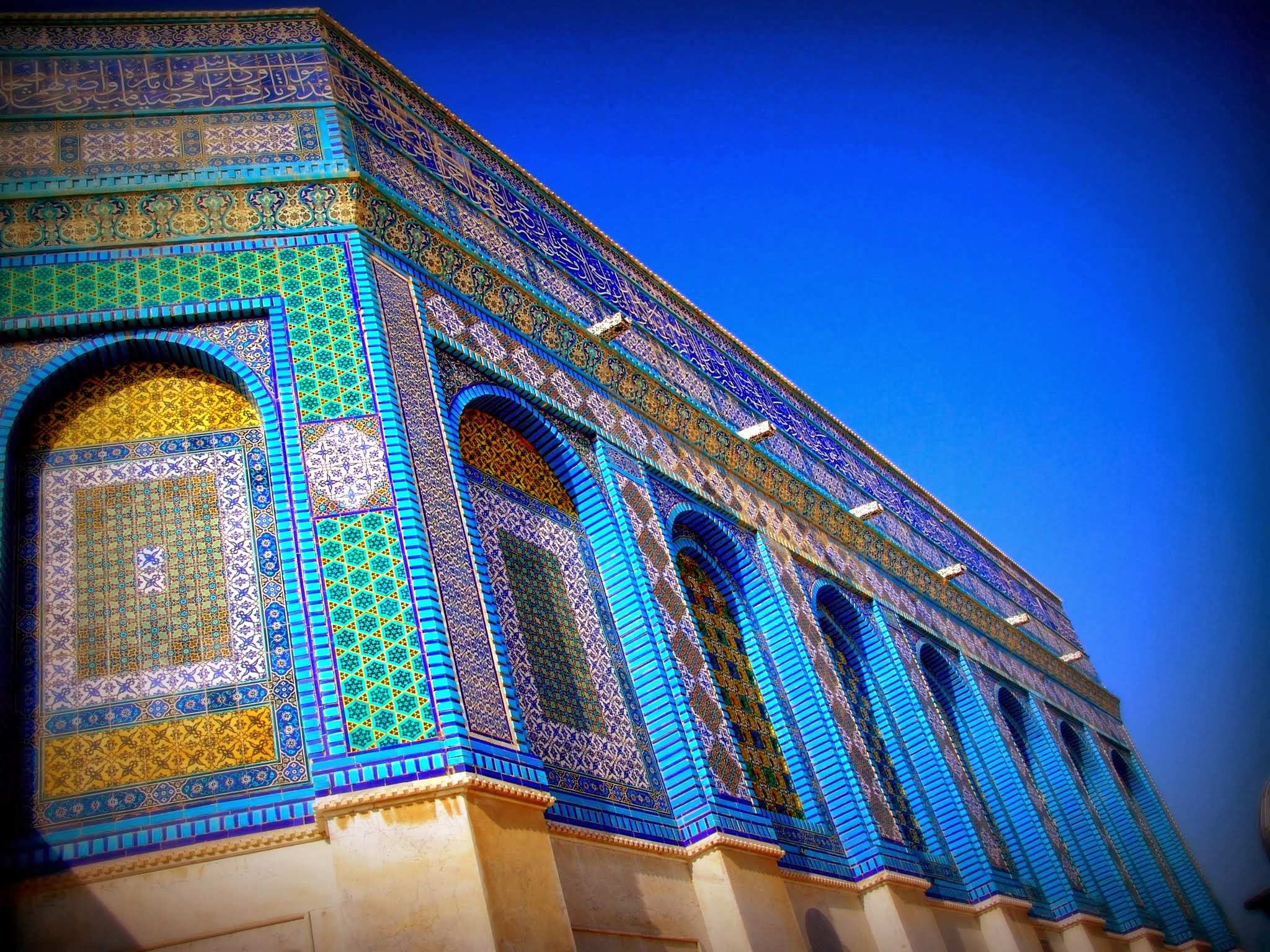
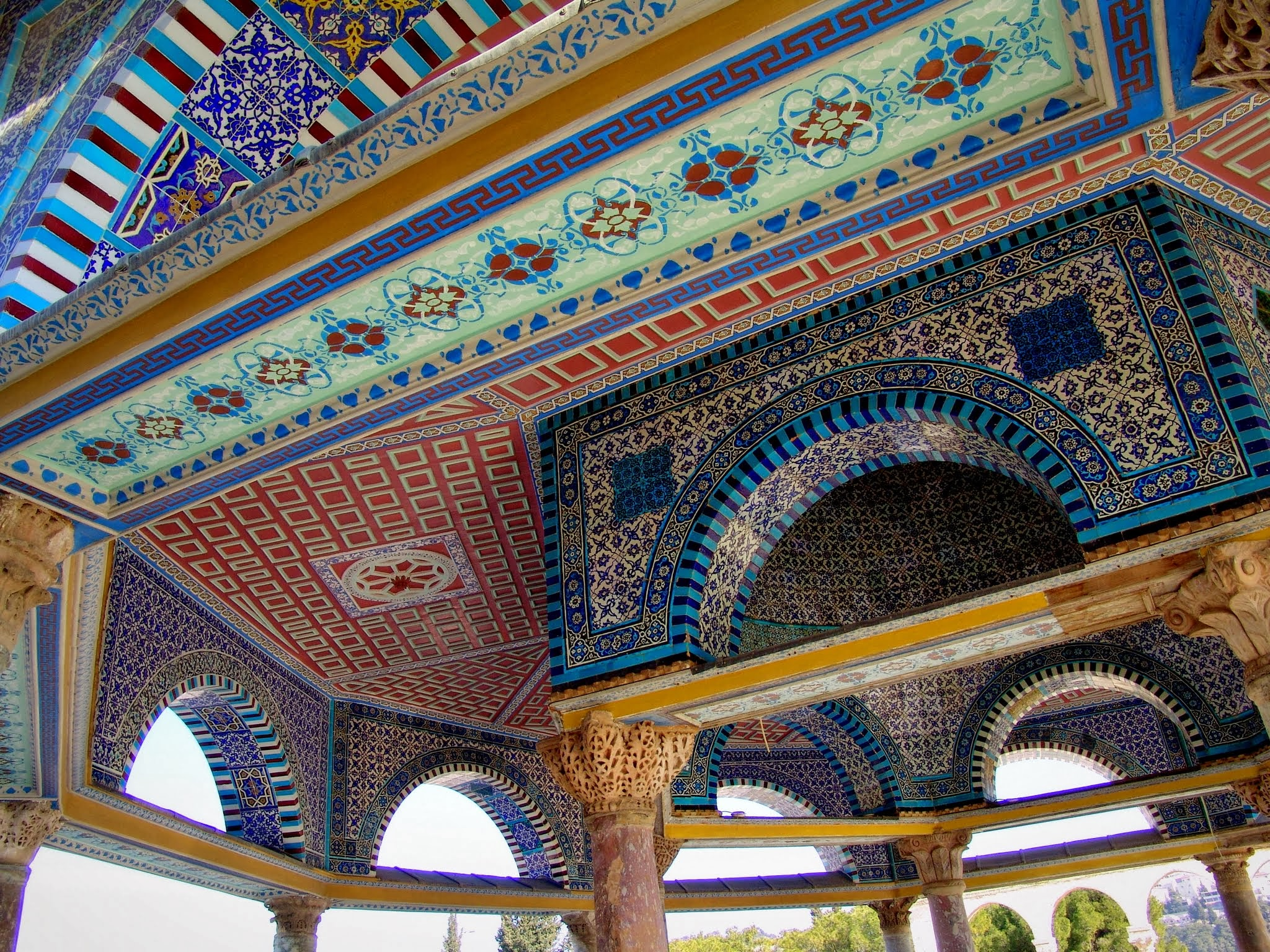
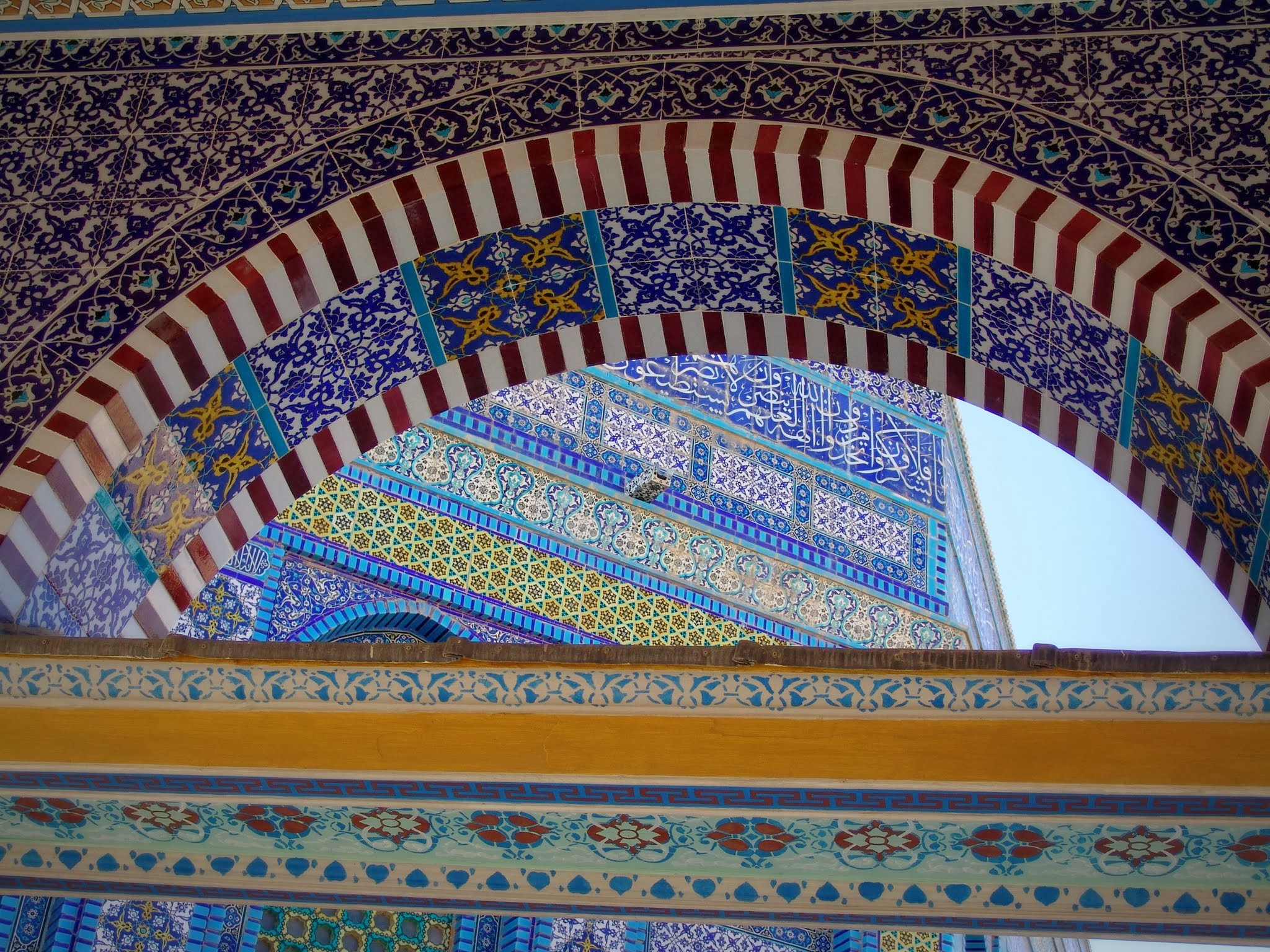
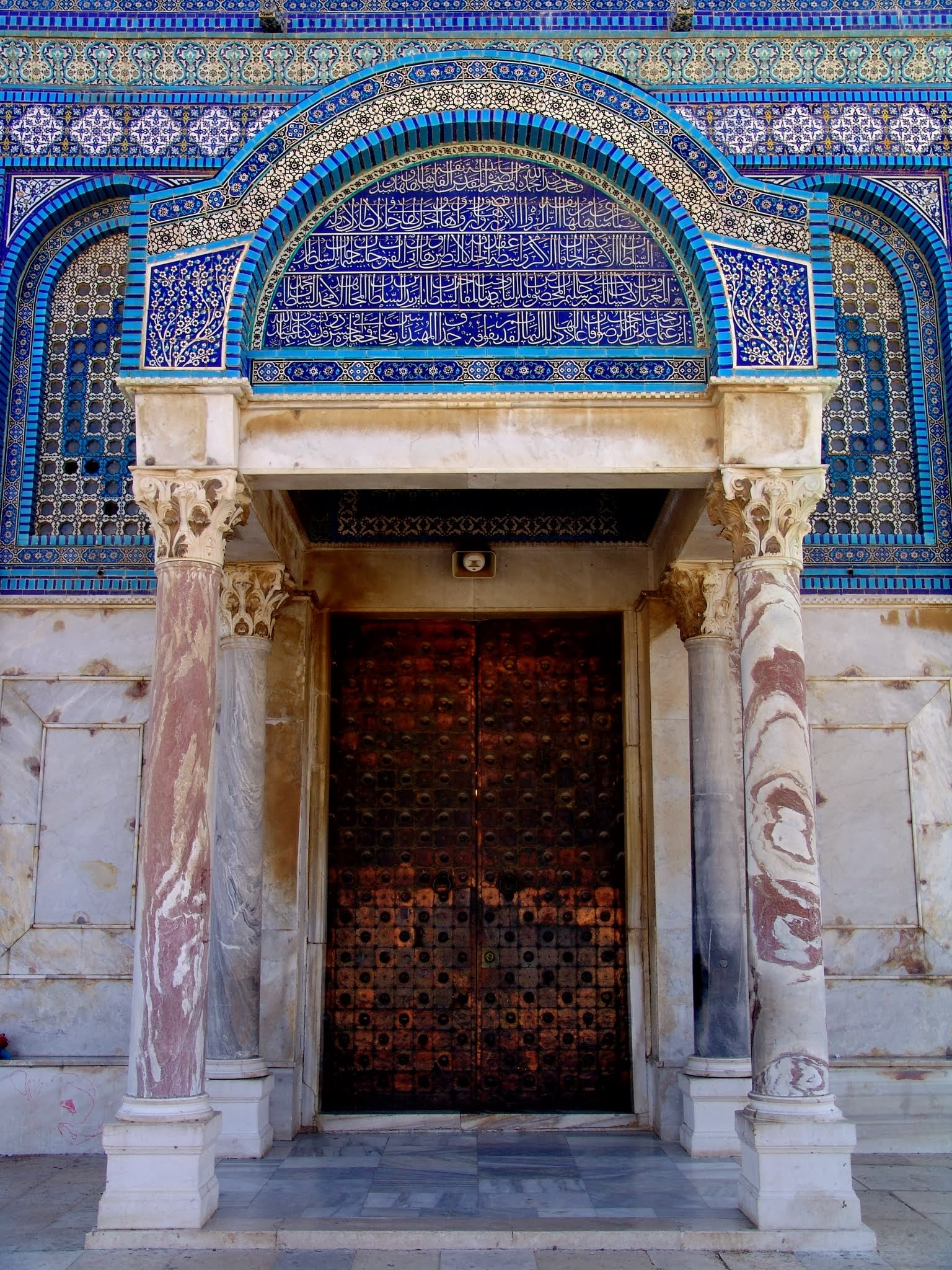
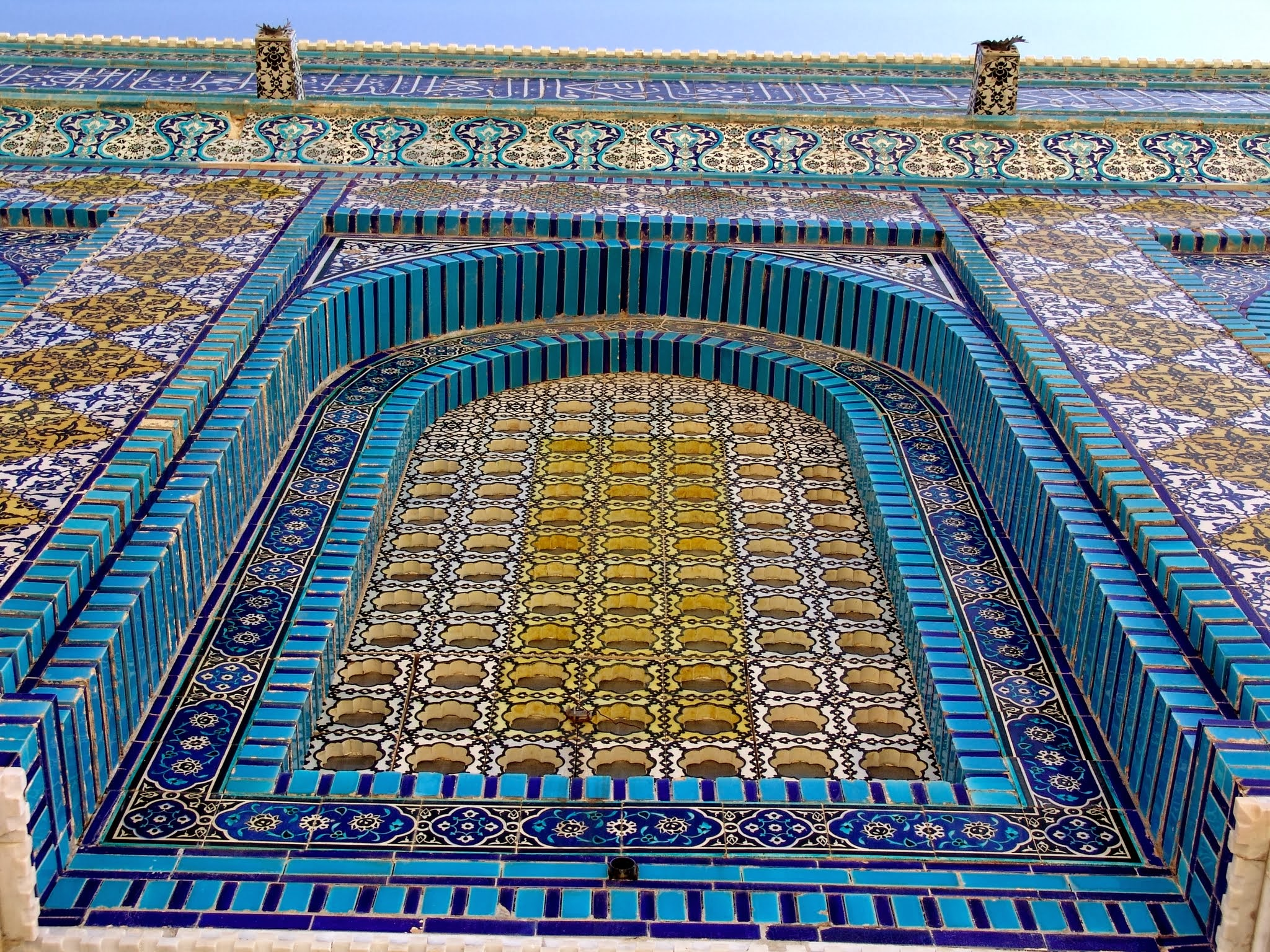
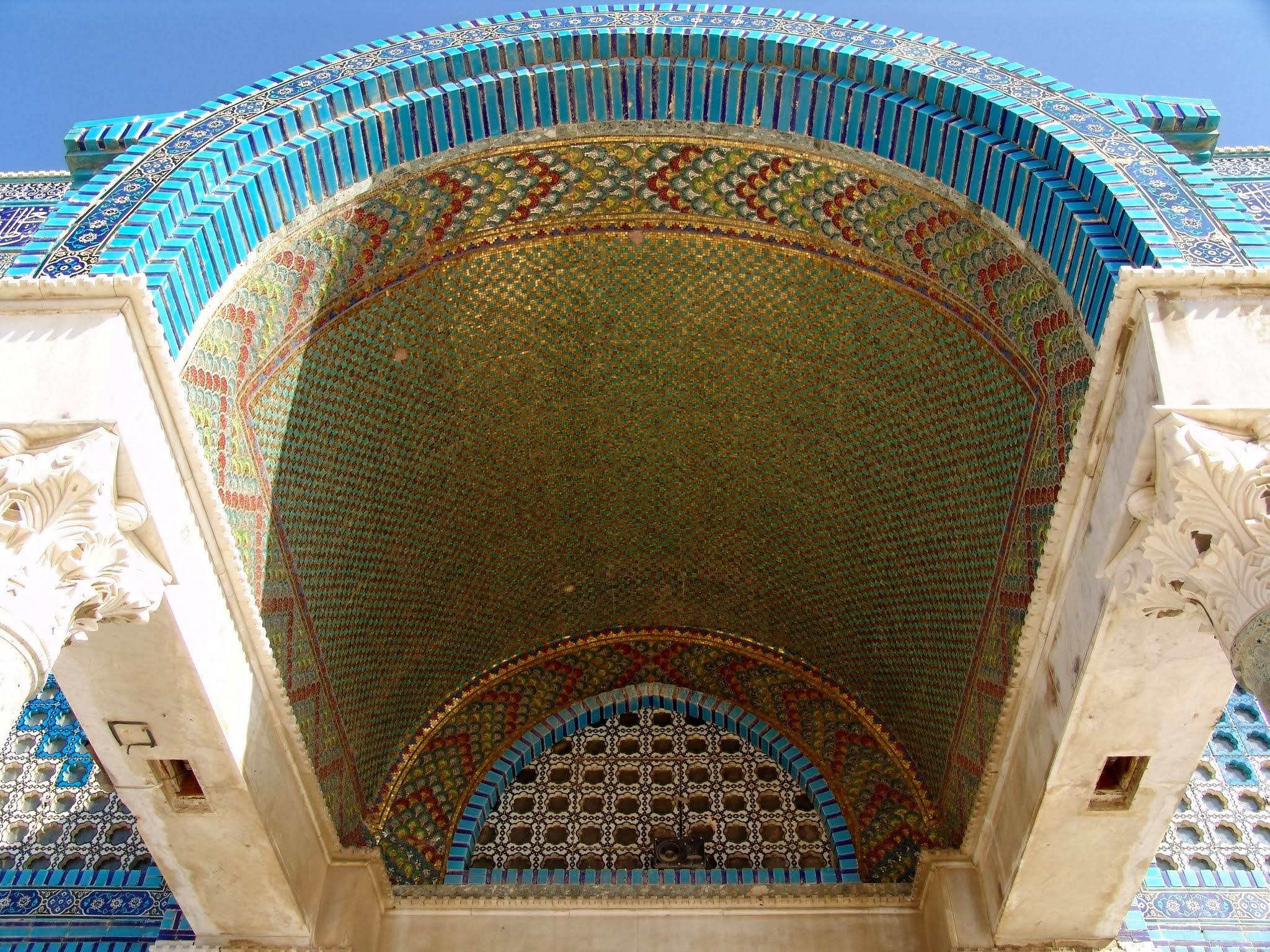
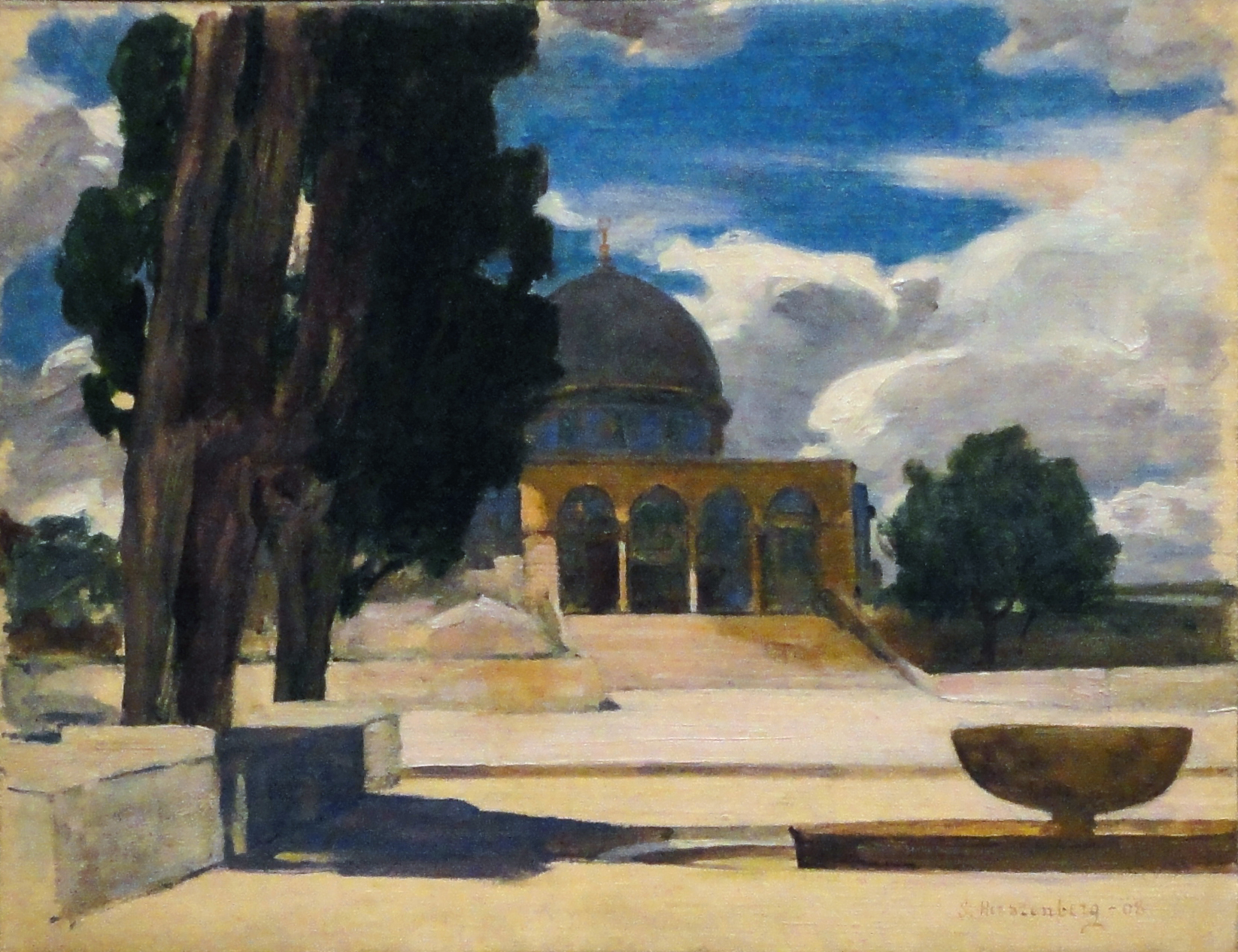
Mái vòm Đá, Samuel Hirszenberg, 1908 (Bảo tàng Nghệ thuật Tel Aviv)
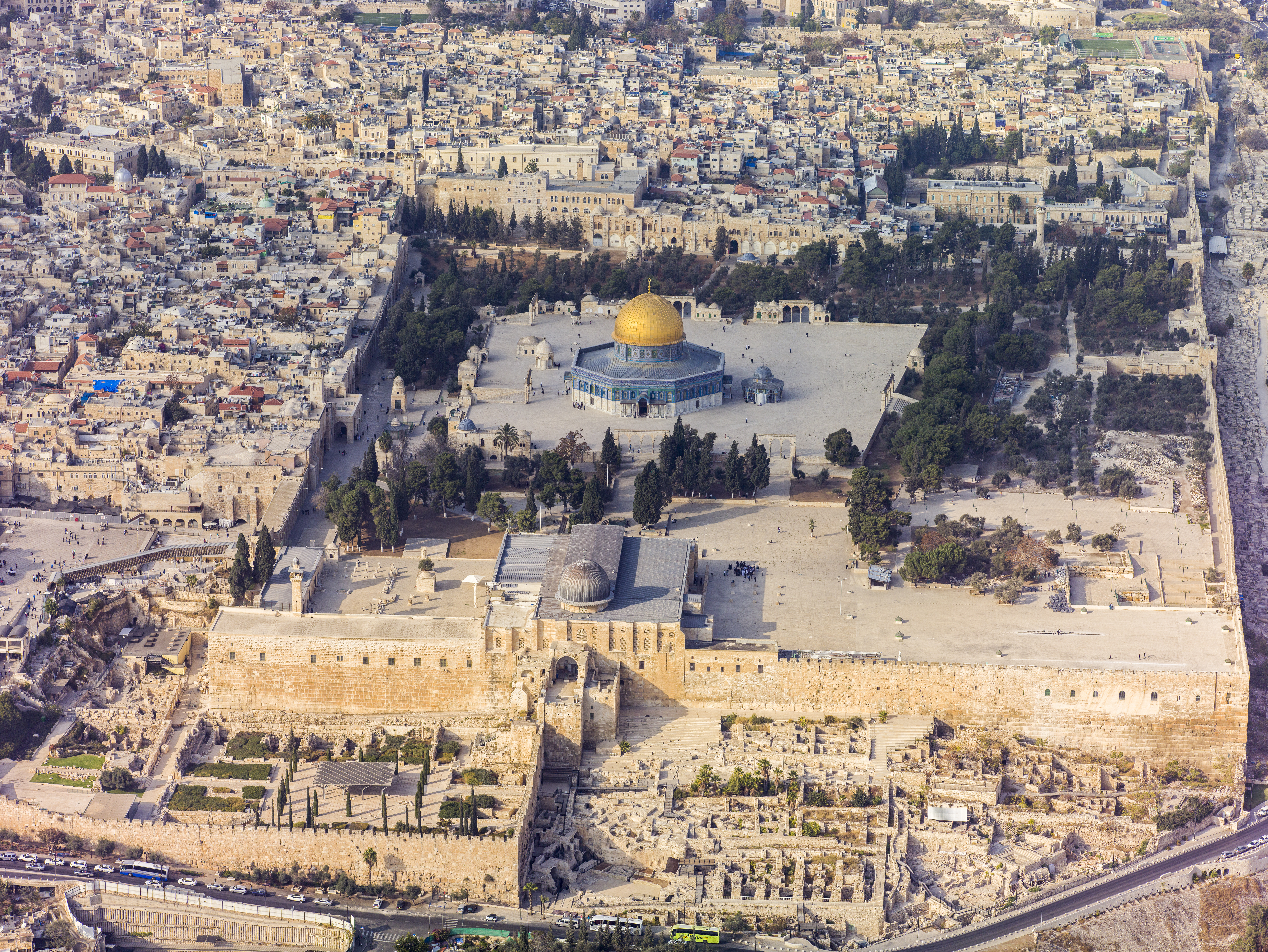
Nhìn từ trên không